# Francis Percival Wenman
Francis Percival Wenman (6. května 1891, Croydon — 19. března 1972, Cardiff) byl šachista, skladatel šachových úloh a šachový publicista. V roce 1920 zvítězil v šampionátu Skotska.
Wenman byl pilným autorem šachových knih, vydal řadu publikací na nejrůznější šachová témata: sbírky komentovaných partií, výběry koncovek a též několik sbírek šachových úloh.
Jak již prokázali jeho současníci, mnoho Wenmanových úloh jsou plagiáty:
Illustrirtes Familien-Journal, 1863
|   | a                                                                                | b                                                                                | c                                                                                | d                                                                                | e                                                                                | f                                                                                | g                                                                                | h                                                                                |   |
| 8 | e8 černý král · f8 bílý jezdec · c7 bílý střelec · d7 bílý jezdec · f6 bílý král | e8 černý král · f8 bílý jezdec · c7 bílý střelec · d7 bílý jezdec · f6 bílý král | e8 černý král · f8 bílý jezdec · c7 bílý střelec · d7 bílý jezdec · f6 bílý král | e8 černý král · f8 bílý jezdec · c7 bílý střelec · d7 bílý jezdec · f6 bílý král | e8 černý král · f8 bílý jezdec · c7 bílý střelec · d7 bílý jezdec · f6 bílý král | e8 černý král · f8 bílý jezdec · c7 bílý střelec · d7 bílý jezdec · f6 bílý král | e8 černý král · f8 bílý jezdec · c7 bílý střelec · d7 bílý jezdec · f6 bílý král | e8 černý král · f8 bílý jezdec · c7 bílý střelec · d7 bílý jezdec · f6 bílý král | 8 |
| 7 | e8 černý král · f8 bílý jezdec · c7 bílý střelec · d7 bílý jezdec · f6 bílý král | e8 černý král · f8 bílý jezdec · c7 bílý střelec · d7 bílý jezdec · f6 bílý král | e8 černý král · f8 bílý jezdec · c7 bílý střelec · d7 bílý jezdec · f6 bílý král | e8 černý král · f8 bílý jezdec · c7 bílý střelec · d7 bílý jezdec · f6 bílý král | e8 černý král · f8 bílý jezdec · c7 bílý střelec · d7 bílý jezdec · f6 bílý král | e8 černý král · f8 bílý jezdec · c7 bílý střelec · d7 bílý jezdec · f6 bílý král | e8 černý král · f8 bílý jezdec · c7 bílý střelec · d7 bílý jezdec · f6 bílý král | e8 černý král · f8 bílý jezdec · c7 bílý střelec · d7 bílý jezdec · f6 bílý král | 7 |
| 6 | e8 černý král · f8 bílý jezdec · c7 bílý střelec · d7 bílý jezdec · f6 bílý král | e8 černý král · f8 bílý jezdec · c7 bílý střelec · d7 bílý jezdec · f6 bílý král | e8 černý král · f8 bílý jezdec · c7 bílý střelec · d7 bílý jezdec · f6 bílý král | e8 černý král · f8 bílý jezdec · c7 bílý střelec · d7 bílý jezdec · f6 bílý král | e8 černý král · f8 bílý jezdec · c7 bílý střelec · d7 bílý jezdec · f6 bílý král | e8 černý král · f8 bílý jezdec · c7 bílý střelec · d7 bílý jezdec · f6 bílý král | e8 černý král · f8 bílý jezdec · c7 bílý střelec · d7 bílý jezdec · f6 bílý král | e8 černý král · f8 bílý jezdec · c7 bílý střelec · d7 bílý jezdec · f6 bílý král | 6 |
| 5 | e8 černý král · f8 bílý jezdec · c7 bílý střelec · d7 bílý jezdec · f6 bílý král | e8 černý král · f8 bílý jezdec · c7 bílý střelec · d7 bílý jezdec · f6 bílý král | e8 černý král · f8 bílý jezdec · c7 bílý střelec · d7 bílý jezdec · f6 bílý král | e8 černý král · f8 bílý jezdec · c7 bílý střelec · d7 bílý jezdec · f6 bílý král | e8 černý král · f8 bílý jezdec · c7 bílý střelec · d7 bílý jezdec · f6 bílý král | e8 černý král · f8 bílý jezdec · c7 bílý střelec · d7 bílý jezdec · f6 bílý král | e8 černý král · f8 bílý jezdec · c7 bílý střelec · d7 bílý jezdec · f6 bílý král | e8 černý král · f8 bílý jezdec · c7 bílý střelec · d7 bílý jezdec · f6 bílý král | 5 |
| 4 | e8 černý král · f8 bílý jezdec · c7 bílý střelec · d7 bílý jezdec · f6 bílý král | e8 černý král · f8 bílý jezdec · c7 bílý střelec · d7 bílý jezdec · f6 bílý král | e8 černý král · f8 bílý jezdec · c7 bílý střelec · d7 bílý jezdec · f6 bílý král | e8 černý král · f8 bílý jezdec · c7 bílý střelec · d7 bílý jezdec · f6 bílý král | e8 černý král · f8 bílý jezdec · c7 bílý střelec · d7 bílý jezdec · f6 bílý král | e8 černý král · f8 bílý jezdec · c7 bílý střelec · d7 bílý jezdec · f6 bílý král | e8 černý král · f8 bílý jezdec · c7 bílý střelec · d7 bílý jezdec · f6 bílý král | e8 černý král · f8 bílý jezdec · c7 bílý střelec · d7 bílý jezdec · f6 bílý král | 4 |
| 3 | e8 černý král · f8 bílý jezdec · c7 bílý střelec · d7 bílý jezdec · f6 bílý král | e8 černý král · f8 bílý jezdec · c7 bílý střelec · d7 bílý jezdec · f6 bílý král | e8 černý král · f8 bílý jezdec · c7 bílý střelec · d7 bílý jezdec · f6 bílý král | e8 černý král · f8 bílý jezdec · c7 bílý střelec · d7 bílý jezdec · f6 bílý král | e8 černý král · f8 bílý jezdec · c7 bílý střelec · d7 bílý jezdec · f6 bílý král | e8 černý král · f8 bílý jezdec · c7 bílý střelec · d7 bílý jezdec · f6 bílý král | e8 černý král · f8 bílý jezdec · c7 bílý střelec · d7 bílý jezdec · f6 bílý král | e8 černý král · f8 bílý jezdec · c7 bílý střelec · d7 bílý jezdec · f6 bílý král | 3 |
| 2 | e8 černý král · f8 bílý jezdec · c7 bílý střelec · d7 bílý jezdec · f6 bílý král | e8 černý král · f8 bílý jezdec · c7 bílý střelec · d7 bílý jezdec · f6 bílý král | e8 černý král · f8 bílý jezdec · c7 bílý střelec · d7 bílý jezdec · f6 bílý král | e8 černý král · f8 bílý jezdec · c7 bílý střelec · d7 bílý jezdec · f6 bílý král | e8 černý král · f8 bílý jezdec · c7 bílý střelec · d7 bílý jezdec · f6 bílý král | e8 černý král · f8 bílý jezdec · c7 bílý střelec · d7 bílý jezdec · f6 bílý král | e8 černý král · f8 bílý jezdec · c7 bílý střelec · d7 bílý jezdec · f6 bílý král | e8 černý král · f8 bílý jezdec · c7 bílý střelec · d7 bílý jezdec · f6 bílý král | 2 |
| 1 | e8 černý král · f8 bílý jezdec · c7 bílý střelec · d7 bílý jezdec · f6 bílý král | e8 černý král · f8 bílý jezdec · c7 bílý střelec · d7 bílý jezdec · f6 bílý král | e8 černý král · f8 bílý jezdec · c7 bílý střelec · d7 bílý jezdec · f6 bílý král | e8 černý král · f8 bílý jezdec · c7 bílý střelec · d7 bílý jezdec · f6 bílý král | e8 černý král · f8 bílý jezdec · c7 bílý střelec · d7 bílý jezdec · f6 bílý král | e8 černý král · f8 bílý jezdec · c7 bílý střelec · d7 bílý jezdec · f6 bílý král | e8 černý král · f8 bílý jezdec · c7 bílý střelec · d7 bílý jezdec · f6 bílý král | e8 černý král · f8 bílý jezdec · c7 bílý střelec · d7 bílý jezdec · f6 bílý král | 1 |
|   | a                                                                                | b                                                                                | c                                                                                | d                                                                                | e                                                                                | f                                                                                | g                                                                                | h                                                                                |   |

141 Two Hundred Assorted Problems, 1945
|   | a                                                                                | b                                                                                | c                                                                                | d                                                                                | e                                                                                | f                                                                                | g                                                                                | h                                                                                |   |
| 8 | g6 bílý střelec · g5 bílý jezdec · h4 černý král · f3 bílý král · h3 bílý jezdec | g6 bílý střelec · g5 bílý jezdec · h4 černý král · f3 bílý král · h3 bílý jezdec | g6 bílý střelec · g5 bílý jezdec · h4 černý král · f3 bílý král · h3 bílý jezdec | g6 bílý střelec · g5 bílý jezdec · h4 černý král · f3 bílý král · h3 bílý jezdec | g6 bílý střelec · g5 bílý jezdec · h4 černý král · f3 bílý král · h3 bílý jezdec | g6 bílý střelec · g5 bílý jezdec · h4 černý král · f3 bílý král · h3 bílý jezdec | g6 bílý střelec · g5 bílý jezdec · h4 černý král · f3 bílý král · h3 bílý jezdec | g6 bílý střelec · g5 bílý jezdec · h4 černý král · f3 bílý král · h3 bílý jezdec | 8 |
| 7 | g6 bílý střelec · g5 bílý jezdec · h4 černý král · f3 bílý král · h3 bílý jezdec | g6 bílý střelec · g5 bílý jezdec · h4 černý král · f3 bílý král · h3 bílý jezdec | g6 bílý střelec · g5 bílý jezdec · h4 černý král · f3 bílý král · h3 bílý jezdec | g6 bílý střelec · g5 bílý jezdec · h4 černý král · f3 bílý král · h3 bílý jezdec | g6 bílý střelec · g5 bílý jezdec · h4 černý král · f3 bílý král · h3 bílý jezdec | g6 bílý střelec · g5 bílý jezdec · h4 černý král · f3 bílý král · h3 bílý jezdec | g6 bílý střelec · g5 bílý jezdec · h4 černý král · f3 bílý král · h3 bílý jezdec | g6 bílý střelec · g5 bílý jezdec · h4 černý král · f3 bílý král · h3 bílý jezdec | 7 |
| 6 | g6 bílý střelec · g5 bílý jezdec · h4 černý král · f3 bílý král · h3 bílý jezdec | g6 bílý střelec · g5 bílý jezdec · h4 černý král · f3 bílý král · h3 bílý jezdec | g6 bílý střelec · g5 bílý jezdec · h4 černý král · f3 bílý král · h3 bílý jezdec | g6 bílý střelec · g5 bílý jezdec · h4 černý král · f3 bílý král · h3 bílý jezdec | g6 bílý střelec · g5 bílý jezdec · h4 černý král · f3 bílý král · h3 bílý jezdec | g6 bílý střelec · g5 bílý jezdec · h4 černý král · f3 bílý král · h3 bílý jezdec | g6 bílý střelec · g5 bílý jezdec · h4 černý král · f3 bílý král · h3 bílý jezdec | g6 bílý střelec · g5 bílý jezdec · h4 černý král · f3 bílý král · h3 bílý jezdec | 6 |
| 5 | g6 bílý střelec · g5 bílý jezdec · h4 černý král · f3 bílý král · h3 bílý jezdec | g6 bílý střelec · g5 bílý jezdec · h4 černý král · f3 bílý král · h3 bílý jezdec | g6 bílý střelec · g5 bílý jezdec · h4 černý král · f3 bílý král · h3 bílý jezdec | g6 bílý střelec · g5 bílý jezdec · h4 černý král · f3 bílý král · h3 bílý jezdec | g6 bílý střelec · g5 bílý jezdec · h4 černý král · f3 bílý král · h3 bílý jezdec | g6 bílý střelec · g5 bílý jezdec · h4 černý král · f3 bílý král · h3 bílý jezdec | g6 bílý střelec · g5 bílý jezdec · h4 černý král · f3 bílý král · h3 bílý jezdec | g6 bílý střelec · g5 bílý jezdec · h4 černý král · f3 bílý král · h3 bílý jezdec | 5 |
| 4 | g6 bílý střelec · g5 bílý jezdec · h4 černý král · f3 bílý král · h3 bílý jezdec | g6 bílý střelec · g5 bílý jezdec · h4 černý král · f3 bílý král · h3 bílý jezdec | g6 bílý střelec · g5 bílý jezdec · h4 černý král · f3 bílý král · h3 bílý jezdec | g6 bílý střelec · g5 bílý jezdec · h4 černý král · f3 bílý král · h3 bílý jezdec | g6 bílý střelec · g5 bílý jezdec · h4 černý král · f3 bílý král · h3 bílý jezdec | g6 bílý střelec · g5 bílý jezdec · h4 černý král · f3 bílý král · h3 bílý jezdec | g6 bílý střelec · g5 bílý jezdec · h4 černý král · f3 bílý král · h3 bílý jezdec | g6 bílý střelec · g5 bílý jezdec · h4 černý král · f3 bílý král · h3 bílý jezdec | 4 |
| 3 | g6 bílý střelec · g5 bílý jezdec · h4 černý král · f3 bílý král · h3 bílý jezdec | g6 bílý střelec · g5 bílý jezdec · h4 černý král · f3 bílý král · h3 bílý jezdec | g6 bílý střelec · g5 bílý jezdec · h4 černý král · f3 bílý král · h3 bílý jezdec | g6 bílý střelec · g5 bílý jezdec · h4 černý král · f3 bílý král · h3 bílý jezdec | g6 bílý střelec · g5 bílý jezdec · h4 černý král · f3 bílý král · h3 bílý jezdec | g6 bílý střelec · g5 bílý jezdec · h4 černý král · f3 bílý král · h3 bílý jezdec | g6 bílý střelec · g5 bílý jezdec · h4 černý král · f3 bílý král · h3 bílý jezdec | g6 bílý střelec · g5 bílý jezdec · h4 černý král · f3 bílý král · h3 bílý jezdec | 3 |
| 2 | g6 bílý střelec · g5 bílý jezdec · h4 černý král · f3 bílý král · h3 bílý jezdec | g6 bílý střelec · g5 bílý jezdec · h4 černý král · f3 bílý král · h3 bílý jezdec | g6 bílý střelec · g5 bílý jezdec · h4 černý král · f3 bílý král · h3 bílý jezdec | g6 bílý střelec · g5 bílý jezdec · h4 černý král · f3 bílý král · h3 bílý jezdec | g6 bílý střelec · g5 bílý jezdec · h4 černý král · f3 bílý král · h3 bílý jezdec | g6 bílý střelec · g5 bílý jezdec · h4 černý král · f3 bílý král · h3 bílý jezdec | g6 bílý střelec · g5 bílý jezdec · h4 černý král · f3 bílý král · h3 bílý jezdec | g6 bílý střelec · g5 bílý jezdec · h4 černý král · f3 bílý král · h3 bílý jezdec | 2 |
| 1 | g6 bílý střelec · g5 bílý jezdec · h4 černý král · f3 bílý král · h3 bílý jezdec | g6 bílý střelec · g5 bílý jezdec · h4 černý král · f3 bílý král · h3 bílý jezdec | g6 bílý střelec · g5 bílý jezdec · h4 černý král · f3 bílý král · h3 bílý jezdec | g6 bílý střelec · g5 bílý jezdec · h4 černý král · f3 bílý král · h3 bílý jezdec | g6 bílý střelec · g5 bílý jezdec · h4 černý král · f3 bílý král · h3 bílý jezdec | g6 bílý střelec · g5 bílý jezdec · h4 černý král · f3 bílý král · h3 bílý jezdec | g6 bílý střelec · g5 bílý jezdec · h4 černý král · f3 bílý král · h3 bílý jezdec | g6 bílý střelec · g5 bílý jezdec · h4 černý král · f3 bílý král · h3 bílý jezdec | 1 |
|   | a                                                                                | b                                                                                | c                                                                                | d                                                                                | e                                                                                | f                                                                                | g                                                                                | h                                                                                |   |

Transformace úlohy německého skladatele vzniklá pootočením o 90° je nepochybným plagiátem.

Neděle, 1904
|   | a                                                                                         | b                                                                                         | c                                                                                         | d                                                                                         | e                                                                                         | f                                                                                         | g                                                                                         | h                                                                                         |   |
| 8 | d5 černý král · c4 bílý věž · e4 bílý věž · g4 černý jezdec · e1 bílý král · h1 bílý dáma | d5 černý král · c4 bílý věž · e4 bílý věž · g4 černý jezdec · e1 bílý král · h1 bílý dáma | d5 černý král · c4 bílý věž · e4 bílý věž · g4 černý jezdec · e1 bílý král · h1 bílý dáma | d5 černý král · c4 bílý věž · e4 bílý věž · g4 černý jezdec · e1 bílý král · h1 bílý dáma | d5 černý král · c4 bílý věž · e4 bílý věž · g4 černý jezdec · e1 bílý král · h1 bílý dáma | d5 černý král · c4 bílý věž · e4 bílý věž · g4 černý jezdec · e1 bílý král · h1 bílý dáma | d5 černý král · c4 bílý věž · e4 bílý věž · g4 černý jezdec · e1 bílý král · h1 bílý dáma | d5 černý král · c4 bílý věž · e4 bílý věž · g4 černý jezdec · e1 bílý král · h1 bílý dáma | 8 |
| 7 | d5 černý král · c4 bílý věž · e4 bílý věž · g4 černý jezdec · e1 bílý král · h1 bílý dáma | d5 černý král · c4 bílý věž · e4 bílý věž · g4 černý jezdec · e1 bílý král · h1 bílý dáma | d5 černý král · c4 bílý věž · e4 bílý věž · g4 černý jezdec · e1 bílý král · h1 bílý dáma | d5 černý král · c4 bílý věž · e4 bílý věž · g4 černý jezdec · e1 bílý král · h1 bílý dáma | d5 černý král · c4 bílý věž · e4 bílý věž · g4 černý jezdec · e1 bílý král · h1 bílý dáma | d5 černý král · c4 bílý věž · e4 bílý věž · g4 černý jezdec · e1 bílý král · h1 bílý dáma | d5 černý král · c4 bílý věž · e4 bílý věž · g4 černý jezdec · e1 bílý král · h1 bílý dáma | d5 černý král · c4 bílý věž · e4 bílý věž · g4 černý jezdec · e1 bílý král · h1 bílý dáma | 7 |
| 6 | d5 černý král · c4 bílý věž · e4 bílý věž · g4 černý jezdec · e1 bílý král · h1 bílý dáma | d5 černý král · c4 bílý věž · e4 bílý věž · g4 černý jezdec · e1 bílý král · h1 bílý dáma | d5 černý král · c4 bílý věž · e4 bílý věž · g4 černý jezdec · e1 bílý král · h1 bílý dáma | d5 černý král · c4 bílý věž · e4 bílý věž · g4 černý jezdec · e1 bílý král · h1 bílý dáma | d5 černý král · c4 bílý věž · e4 bílý věž · g4 černý jezdec · e1 bílý král · h1 bílý dáma | d5 černý král · c4 bílý věž · e4 bílý věž · g4 černý jezdec · e1 bílý král · h1 bílý dáma | d5 černý král · c4 bílý věž · e4 bílý věž · g4 černý jezdec · e1 bílý král · h1 bílý dáma | d5 černý král · c4 bílý věž · e4 bílý věž · g4 černý jezdec · e1 bílý král · h1 bílý dáma | 6 |
| 5 | d5 černý král · c4 bílý věž · e4 bílý věž · g4 černý jezdec · e1 bílý král · h1 bílý dáma | d5 černý král · c4 bílý věž · e4 bílý věž · g4 černý jezdec · e1 bílý král · h1 bílý dáma | d5 černý král · c4 bílý věž · e4 bílý věž · g4 černý jezdec · e1 bílý král · h1 bílý dáma | d5 černý král · c4 bílý věž · e4 bílý věž · g4 černý jezdec · e1 bílý král · h1 bílý dáma | d5 černý král · c4 bílý věž · e4 bílý věž · g4 černý jezdec · e1 bílý král · h1 bílý dáma | d5 černý král · c4 bílý věž · e4 bílý věž · g4 černý jezdec · e1 bílý král · h1 bílý dáma | d5 černý král · c4 bílý věž · e4 bílý věž · g4 černý jezdec · e1 bílý král · h1 bílý dáma | d5 černý král · c4 bílý věž · e4 bílý věž · g4 černý jezdec · e1 bílý král · h1 bílý dáma | 5 |
| 4 | d5 černý král · c4 bílý věž · e4 bílý věž · g4 černý jezdec · e1 bílý král · h1 bílý dáma | d5 černý král · c4 bílý věž · e4 bílý věž · g4 černý jezdec · e1 bílý král · h1 bílý dáma | d5 černý král · c4 bílý věž · e4 bílý věž · g4 černý jezdec · e1 bílý král · h1 bílý dáma | d5 černý král · c4 bílý věž · e4 bílý věž · g4 černý jezdec · e1 bílý král · h1 bílý dáma | d5 černý král · c4 bílý věž · e4 bílý věž · g4 černý jezdec · e1 bílý král · h1 bílý dáma | d5 černý král · c4 bílý věž · e4 bílý věž · g4 černý jezdec · e1 bílý král · h1 bílý dáma | d5 černý král · c4 bílý věž · e4 bílý věž · g4 černý jezdec · e1 bílý král · h1 bílý dáma | d5 černý král · c4 bílý věž · e4 bílý věž · g4 černý jezdec · e1 bílý král · h1 bílý dáma | 4 |
| 3 | d5 černý král · c4 bílý věž · e4 bílý věž · g4 černý jezdec · e1 bílý král · h1 bílý dáma | d5 černý král · c4 bílý věž · e4 bílý věž · g4 černý jezdec · e1 bílý král · h1 bílý dáma | d5 černý král · c4 bílý věž · e4 bílý věž · g4 černý jezdec · e1 bílý král · h1 bílý dáma | d5 černý král · c4 bílý věž · e4 bílý věž · g4 černý jezdec · e1 bílý král · h1 bílý dáma | d5 černý král · c4 bílý věž · e4 bílý věž · g4 černý jezdec · e1 bílý král · h1 bílý dáma | d5 černý král · c4 bílý věž · e4 bílý věž · g4 černý jezdec · e1 bílý král · h1 bílý dáma | d5 černý král · c4 bílý věž · e4 bílý věž · g4 černý jezdec · e1 bílý král · h1 bílý dáma | d5 černý král · c4 bílý věž · e4 bílý věž · g4 černý jezdec · e1 bílý král · h1 bílý dáma | 3 |
| 2 | d5 černý král · c4 bílý věž · e4 bílý věž · g4 černý jezdec · e1 bílý král · h1 bílý dáma | d5 černý král · c4 bílý věž · e4 bílý věž · g4 černý jezdec · e1 bílý král · h1 bílý dáma | d5 černý král · c4 bílý věž · e4 bílý věž · g4 černý jezdec · e1 bílý král · h1 bílý dáma | d5 černý král · c4 bílý věž · e4 bílý věž · g4 černý jezdec · e1 bílý král · h1 bílý dáma | d5 černý král · c4 bílý věž · e4 bílý věž · g4 černý jezdec · e1 bílý král · h1 bílý dáma | d5 černý král · c4 bílý věž · e4 bílý věž · g4 černý jezdec · e1 bílý král · h1 bílý dáma | d5 černý král · c4 bílý věž · e4 bílý věž · g4 černý jezdec · e1 bílý král · h1 bílý dáma | d5 černý král · c4 bílý věž · e4 bílý věž · g4 černý jezdec · e1 bílý král · h1 bílý dáma | 2 |
| 1 | d5 černý král · c4 bílý věž · e4 bílý věž · g4 černý jezdec · e1 bílý král · h1 bílý dáma | d5 černý král · c4 bílý věž · e4 bílý věž · g4 černý jezdec · e1 bílý král · h1 bílý dáma | d5 černý král · c4 bílý věž · e4 bílý věž · g4 černý jezdec · e1 bílý král · h1 bílý dáma | d5 černý král · c4 bílý věž · e4 bílý věž · g4 černý jezdec · e1 bílý král · h1 bílý dáma | d5 černý král · c4 bílý věž · e4 bílý věž · g4 černý jezdec · e1 bílý král · h1 bílý dáma | d5 černý král · c4 bílý věž · e4 bílý věž · g4 černý jezdec · e1 bílý král · h1 bílý dáma | d5 černý král · c4 bílý věž · e4 bílý věž · g4 černý jezdec · e1 bílý král · h1 bílý dáma | d5 černý král · c4 bílý věž · e4 bílý věž · g4 černý jezdec · e1 bílý král · h1 bílý dáma | 1 |
|   | a                                                                                         | b                                                                                         | c                                                                                         | d                                                                                         | e                                                                                         | f                                                                                         | g                                                                                         | h                                                                                         |   |

48 Fifty Two-Moved Problems, 1947
|   | a                                                                                         | b                                                                                         | c                                                                                         | d                                                                                         | e                                                                                         | f                                                                                         | g                                                                                         | h                                                                                         |   |
| 8 | a8 bílý dáma · d8 bílý král · b5 černý jezdec · d5 bílý věž · f5 bílý věž · e4 černý král | a8 bílý dáma · d8 bílý král · b5 černý jezdec · d5 bílý věž · f5 bílý věž · e4 černý král | a8 bílý dáma · d8 bílý král · b5 černý jezdec · d5 bílý věž · f5 bílý věž · e4 černý král | a8 bílý dáma · d8 bílý král · b5 černý jezdec · d5 bílý věž · f5 bílý věž · e4 černý král | a8 bílý dáma · d8 bílý král · b5 černý jezdec · d5 bílý věž · f5 bílý věž · e4 černý král | a8 bílý dáma · d8 bílý král · b5 černý jezdec · d5 bílý věž · f5 bílý věž · e4 černý král | a8 bílý dáma · d8 bílý král · b5 černý jezdec · d5 bílý věž · f5 bílý věž · e4 černý král | a8 bílý dáma · d8 bílý král · b5 černý jezdec · d5 bílý věž · f5 bílý věž · e4 černý král | 8 |
| 7 | a8 bílý dáma · d8 bílý král · b5 černý jezdec · d5 bílý věž · f5 bílý věž · e4 černý král | a8 bílý dáma · d8 bílý král · b5 černý jezdec · d5 bílý věž · f5 bílý věž · e4 černý král | a8 bílý dáma · d8 bílý král · b5 černý jezdec · d5 bílý věž · f5 bílý věž · e4 černý král | a8 bílý dáma · d8 bílý král · b5 černý jezdec · d5 bílý věž · f5 bílý věž · e4 černý král | a8 bílý dáma · d8 bílý král · b5 černý jezdec · d5 bílý věž · f5 bílý věž · e4 černý král | a8 bílý dáma · d8 bílý král · b5 černý jezdec · d5 bílý věž · f5 bílý věž · e4 černý král | a8 bílý dáma · d8 bílý král · b5 černý jezdec · d5 bílý věž · f5 bílý věž · e4 černý král | a8 bílý dáma · d8 bílý král · b5 černý jezdec · d5 bílý věž · f5 bílý věž · e4 černý král | 7 |
| 6 | a8 bílý dáma · d8 bílý král · b5 černý jezdec · d5 bílý věž · f5 bílý věž · e4 černý král | a8 bílý dáma · d8 bílý král · b5 černý jezdec · d5 bílý věž · f5 bílý věž · e4 černý král | a8 bílý dáma · d8 bílý král · b5 černý jezdec · d5 bílý věž · f5 bílý věž · e4 černý král | a8 bílý dáma · d8 bílý král · b5 černý jezdec · d5 bílý věž · f5 bílý věž · e4 černý král | a8 bílý dáma · d8 bílý král · b5 černý jezdec · d5 bílý věž · f5 bílý věž · e4 černý král | a8 bílý dáma · d8 bílý král · b5 černý jezdec · d5 bílý věž · f5 bílý věž · e4 černý král | a8 bílý dáma · d8 bílý král · b5 černý jezdec · d5 bílý věž · f5 bílý věž · e4 černý král | a8 bílý dáma · d8 bílý král · b5 černý jezdec · d5 bílý věž · f5 bílý věž · e4 černý král | 6 |
| 5 | a8 bílý dáma · d8 bílý král · b5 černý jezdec · d5 bílý věž · f5 bílý věž · e4 černý král | a8 bílý dáma · d8 bílý král · b5 černý jezdec · d5 bílý věž · f5 bílý věž · e4 černý král | a8 bílý dáma · d8 bílý král · b5 černý jezdec · d5 bílý věž · f5 bílý věž · e4 černý král | a8 bílý dáma · d8 bílý král · b5 černý jezdec · d5 bílý věž · f5 bílý věž · e4 černý král | a8 bílý dáma · d8 bílý král · b5 černý jezdec · d5 bílý věž · f5 bílý věž · e4 černý král | a8 bílý dáma · d8 bílý král · b5 černý jezdec · d5 bílý věž · f5 bílý věž · e4 černý král | a8 bílý dáma · d8 bílý král · b5 černý jezdec · d5 bílý věž · f5 bílý věž · e4 černý král | a8 bílý dáma · d8 bílý král · b5 černý jezdec · d5 bílý věž · f5 bílý věž · e4 černý král | 5 |
| 4 | a8 bílý dáma · d8 bílý král · b5 černý jezdec · d5 bílý věž · f5 bílý věž · e4 černý král | a8 bílý dáma · d8 bílý král · b5 černý jezdec · d5 bílý věž · f5 bílý věž · e4 černý král | a8 bílý dáma · d8 bílý král · b5 černý jezdec · d5 bílý věž · f5 bílý věž · e4 černý král | a8 bílý dáma · d8 bílý král · b5 černý jezdec · d5 bílý věž · f5 bílý věž · e4 černý král | a8 bílý dáma · d8 bílý král · b5 černý jezdec · d5 bílý věž · f5 bílý věž · e4 černý král | a8 bílý dáma · d8 bílý král · b5 černý jezdec · d5 bílý věž · f5 bílý věž · e4 černý král | a8 bílý dáma · d8 bílý král · b5 černý jezdec · d5 bílý věž · f5 bílý věž · e4 černý král | a8 bílý dáma · d8 bílý král · b5 černý jezdec · d5 bílý věž · f5 bílý věž · e4 černý král | 4 |
| 3 | a8 bílý dáma · d8 bílý král · b5 černý jezdec · d5 bílý věž · f5 bílý věž · e4 černý král | a8 bílý dáma · d8 bílý král · b5 černý jezdec · d5 bílý věž · f5 bílý věž · e4 černý král | a8 bílý dáma · d8 bílý král · b5 černý jezdec · d5 bílý věž · f5 bílý věž · e4 černý král | a8 bílý dáma · d8 bílý král · b5 černý jezdec · d5 bílý věž · f5 bílý věž · e4 černý král | a8 bílý dáma · d8 bílý král · b5 černý jezdec · d5 bílý věž · f5 bílý věž · e4 černý král | a8 bílý dáma · d8 bílý král · b5 černý jezdec · d5 bílý věž · f5 bílý věž · e4 černý král | a8 bílý dáma · d8 bílý král · b5 černý jezdec · d5 bílý věž · f5 bílý věž · e4 černý král | a8 bílý dáma · d8 bílý král · b5 černý jezdec · d5 bílý věž · f5 bílý věž · e4 černý král | 3 |
| 2 | a8 bílý dáma · d8 bílý král · b5 černý jezdec · d5 bílý věž · f5 bílý věž · e4 černý král | a8 bílý dáma · d8 bílý král · b5 černý jezdec · d5 bílý věž · f5 bílý věž · e4 černý král | a8 bílý dáma · d8 bílý král · b5 černý jezdec · d5 bílý věž · f5 bílý věž · e4 černý král | a8 bílý dáma · d8 bílý král · b5 černý jezdec · d5 bílý věž · f5 bílý věž · e4 černý král | a8 bílý dáma · d8 bílý král · b5 černý jezdec · d5 bílý věž · f5 bílý věž · e4 černý král | a8 bílý dáma · d8 bílý král · b5 černý jezdec · d5 bílý věž · f5 bílý věž · e4 černý král | a8 bílý dáma · d8 bílý král · b5 černý jezdec · d5 bílý věž · f5 bílý věž · e4 černý král | a8 bílý dáma · d8 bílý král · b5 černý jezdec · d5 bílý věž · f5 bílý věž · e4 černý král | 2 |
| 1 | a8 bílý dáma · d8 bílý král · b5 černý jezdec · d5 bílý věž · f5 bílý věž · e4 černý král | a8 bílý dáma · d8 bílý král · b5 černý jezdec · d5 bílý věž · f5 bílý věž · e4 černý král | a8 bílý dáma · d8 bílý král · b5 černý jezdec · d5 bílý věž · f5 bílý věž · e4 černý král | a8 bílý dáma · d8 bílý král · b5 černý jezdec · d5 bílý věž · f5 bílý věž · e4 černý král | a8 bílý dáma · d8 bílý král · b5 černý jezdec · d5 bílý věž · f5 bílý věž · e4 černý král | a8 bílý dáma · d8 bílý král · b5 černý jezdec · d5 bílý věž · f5 bílý věž · e4 černý král | a8 bílý dáma · d8 bílý král · b5 černý jezdec · d5 bílý věž · f5 bílý věž · e4 černý král | a8 bílý dáma · d8 bílý král · b5 černý jezdec · d5 bílý věž · f5 bílý věž · e4 černý král | 1 |
|   | a                                                                                         | b                                                                                         | c                                                                                         | d                                                                                         | e                                                                                         | f                                                                                         | g                                                                                         | h                                                                                         |   |

Jiná transformace vzniklá otočením o 180°.

Chess Review, 1938
|   | a | b | c | d | e | f | g | h |   |
| 8 | b8 bílý dáma · e8 bílý jezdec · g8 bílý král · e7 černý král · c5 černý jezdec · d4 bílý pěšec · f4 bílý jezdec | b8 bílý dáma · e8 bílý jezdec · g8 bílý král · e7 černý král · c5 černý jezdec · d4 bílý pěšec · f4 bílý jezdec | b8 bílý dáma · e8 bílý jezdec · g8 bílý král · e7 černý král · c5 černý jezdec · d4 bílý pěšec · f4 bílý jezdec | b8 bílý dáma · e8 bílý jezdec · g8 bílý král · e7 černý král · c5 černý jezdec · d4 bílý pěšec · f4 bílý jezdec | b8 bílý dáma · e8 bílý jezdec · g8 bílý král · e7 černý král · c5 černý jezdec · d4 bílý pěšec · f4 bílý jezdec | b8 bílý dáma · e8 bílý jezdec · g8 bílý král · e7 černý král · c5 černý jezdec · d4 bílý pěšec · f4 bílý jezdec | b8 bílý dáma · e8 bílý jezdec · g8 bílý král · e7 černý král · c5 černý jezdec · d4 bílý pěšec · f4 bílý jezdec | b8 bílý dáma · e8 bílý jezdec · g8 bílý král · e7 černý král · c5 černý jezdec · d4 bílý pěšec · f4 bílý jezdec | 8 |
| 7 | b8 bílý dáma · e8 bílý jezdec · g8 bílý král · e7 černý král · c5 černý jezdec · d4 bílý pěšec · f4 bílý jezdec | b8 bílý dáma · e8 bílý jezdec · g8 bílý král · e7 černý král · c5 černý jezdec · d4 bílý pěšec · f4 bílý jezdec | b8 bílý dáma · e8 bílý jezdec · g8 bílý král · e7 černý král · c5 černý jezdec · d4 bílý pěšec · f4 bílý jezdec | b8 bílý dáma · e8 bílý jezdec · g8 bílý král · e7 černý král · c5 černý jezdec · d4 bílý pěšec · f4 bílý jezdec | b8 bílý dáma · e8 bílý jezdec · g8 bílý král · e7 černý král · c5 černý jezdec · d4 bílý pěšec · f4 bílý jezdec | b8 bílý dáma · e8 bílý jezdec · g8 bílý král · e7 černý král · c5 černý jezdec · d4 bílý pěšec · f4 bílý jezdec | b8 bílý dáma · e8 bílý jezdec · g8 bílý král · e7 černý král · c5 černý jezdec · d4 bílý pěšec · f4 bílý jezdec | b8 bílý dáma · e8 bílý jezdec · g8 bílý král · e7 černý král · c5 černý jezdec · d4 bílý pěšec · f4 bílý jezdec | 7 |
| 6 | b8 bílý dáma · e8 bílý jezdec · g8 bílý král · e7 černý král · c5 černý jezdec · d4 bílý pěšec · f4 bílý jezdec | b8 bílý dáma · e8 bílý jezdec · g8 bílý král · e7 černý král · c5 černý jezdec · d4 bílý pěšec · f4 bílý jezdec | b8 bílý dáma · e8 bílý jezdec · g8 bílý král · e7 černý král · c5 černý jezdec · d4 bílý pěšec · f4 bílý jezdec | b8 bílý dáma · e8 bílý jezdec · g8 bílý král · e7 černý král · c5 černý jezdec · d4 bílý pěšec · f4 bílý jezdec | b8 bílý dáma · e8 bílý jezdec · g8 bílý král · e7 černý král · c5 černý jezdec · d4 bílý pěšec · f4 bílý jezdec | b8 bílý dáma · e8 bílý jezdec · g8 bílý král · e7 černý král · c5 černý jezdec · d4 bílý pěšec · f4 bílý jezdec | b8 bílý dáma · e8 bílý jezdec · g8 bílý král · e7 černý král · c5 černý jezdec · d4 bílý pěšec · f4 bílý jezdec | b8 bílý dáma · e8 bílý jezdec · g8 bílý král · e7 černý král · c5 černý jezdec · d4 bílý pěšec · f4 bílý jezdec | 6 |
| 5 | b8 bílý dáma · e8 bílý jezdec · g8 bílý král · e7 černý král · c5 černý jezdec · d4 bílý pěšec · f4 bílý jezdec | b8 bílý dáma · e8 bílý jezdec · g8 bílý král · e7 černý král · c5 černý jezdec · d4 bílý pěšec · f4 bílý jezdec | b8 bílý dáma · e8 bílý jezdec · g8 bílý král · e7 černý král · c5 černý jezdec · d4 bílý pěšec · f4 bílý jezdec | b8 bílý dáma · e8 bílý jezdec · g8 bílý král · e7 černý král · c5 černý jezdec · d4 bílý pěšec · f4 bílý jezdec | b8 bílý dáma · e8 bílý jezdec · g8 bílý král · e7 černý král · c5 černý jezdec · d4 bílý pěšec · f4 bílý jezdec | b8 bílý dáma · e8 bílý jezdec · g8 bílý král · e7 černý král · c5 černý jezdec · d4 bílý pěšec · f4 bílý jezdec | b8 bílý dáma · e8 bílý jezdec · g8 bílý král · e7 černý král · c5 černý jezdec · d4 bílý pěšec · f4 bílý jezdec | b8 bílý dáma · e8 bílý jezdec · g8 bílý král · e7 černý král · c5 černý jezdec · d4 bílý pěšec · f4 bílý jezdec | 5 |
| 4 | b8 bílý dáma · e8 bílý jezdec · g8 bílý král · e7 černý král · c5 černý jezdec · d4 bílý pěšec · f4 bílý jezdec | b8 bílý dáma · e8 bílý jezdec · g8 bílý král · e7 černý král · c5 černý jezdec · d4 bílý pěšec · f4 bílý jezdec | b8 bílý dáma · e8 bílý jezdec · g8 bílý král · e7 černý král · c5 černý jezdec · d4 bílý pěšec · f4 bílý jezdec | b8 bílý dáma · e8 bílý jezdec · g8 bílý král · e7 černý král · c5 černý jezdec · d4 bílý pěšec · f4 bílý jezdec | b8 bílý dáma · e8 bílý jezdec · g8 bílý král · e7 černý král · c5 černý jezdec · d4 bílý pěšec · f4 bílý jezdec | b8 bílý dáma · e8 bílý jezdec · g8 bílý král · e7 černý král · c5 černý jezdec · d4 bílý pěšec · f4 bílý jezdec | b8 bílý dáma · e8 bílý jezdec · g8 bílý král · e7 černý král · c5 černý jezdec · d4 bílý pěšec · f4 bílý jezdec | b8 bílý dáma · e8 bílý jezdec · g8 bílý král · e7 černý král · c5 černý jezdec · d4 bílý pěšec · f4 bílý jezdec | 4 |
| 3 | b8 bílý dáma · e8 bílý jezdec · g8 bílý král · e7 černý král · c5 černý jezdec · d4 bílý pěšec · f4 bílý jezdec | b8 bílý dáma · e8 bílý jezdec · g8 bílý král · e7 černý král · c5 černý jezdec · d4 bílý pěšec · f4 bílý jezdec | b8 bílý dáma · e8 bílý jezdec · g8 bílý král · e7 černý král · c5 černý jezdec · d4 bílý pěšec · f4 bílý jezdec | b8 bílý dáma · e8 bílý jezdec · g8 bílý král · e7 černý král · c5 černý jezdec · d4 bílý pěšec · f4 bílý jezdec | b8 bílý dáma · e8 bílý jezdec · g8 bílý král · e7 černý král · c5 černý jezdec · d4 bílý pěšec · f4 bílý jezdec | b8 bílý dáma · e8 bílý jezdec · g8 bílý král · e7 černý král · c5 černý jezdec · d4 bílý pěšec · f4 bílý jezdec | b8 bílý dáma · e8 bílý jezdec · g8 bílý král · e7 černý král · c5 černý jezdec · d4 bílý pěšec · f4 bílý jezdec | b8 bílý dáma · e8 bílý jezdec · g8 bílý král · e7 černý král · c5 černý jezdec · d4 bílý pěšec · f4 bílý jezdec | 3 |
| 2 | b8 bílý dáma · e8 bílý jezdec · g8 bílý král · e7 černý král · c5 černý jezdec · d4 bílý pěšec · f4 bílý jezdec | b8 bílý dáma · e8 bílý jezdec · g8 bílý král · e7 černý král · c5 černý jezdec · d4 bílý pěšec · f4 bílý jezdec | b8 bílý dáma · e8 bílý jezdec · g8 bílý král · e7 černý král · c5 černý jezdec · d4 bílý pěšec · f4 bílý jezdec | b8 bílý dáma · e8 bílý jezdec · g8 bílý král · e7 černý král · c5 černý jezdec · d4 bílý pěšec · f4 bílý jezdec | b8 bílý dáma · e8 bílý jezdec · g8 bílý král · e7 černý král · c5 černý jezdec · d4 bílý pěšec · f4 bílý jezdec | b8 bílý dáma · e8 bílý jezdec · g8 bílý král · e7 černý král · c5 černý jezdec · d4 bílý pěšec · f4 bílý jezdec | b8 bílý dáma · e8 bílý jezdec · g8 bílý král · e7 černý král · c5 černý jezdec · d4 bílý pěšec · f4 bílý jezdec | b8 bílý dáma · e8 bílý jezdec · g8 bílý král · e7 černý král · c5 černý jezdec · d4 bílý pěšec · f4 bílý jezdec | 2 |
| 1 | b8 bílý dáma · e8 bílý jezdec · g8 bílý král · e7 černý král · c5 černý jezdec · d4 bílý pěšec · f4 bílý jezdec | b8 bílý dáma · e8 bílý jezdec · g8 bílý král · e7 černý král · c5 černý jezdec · d4 bílý pěšec · f4 bílý jezdec | b8 bílý dáma · e8 bílý jezdec · g8 bílý král · e7 černý král · c5 černý jezdec · d4 bílý pěšec · f4 bílý jezdec | b8 bílý dáma · e8 bílý jezdec · g8 bílý král · e7 černý král · c5 černý jezdec · d4 bílý pěšec · f4 bílý jezdec | b8 bílý dáma · e8 bílý jezdec · g8 bílý král · e7 černý král · c5 černý jezdec · d4 bílý pěšec · f4 bílý jezdec | b8 bílý dáma · e8 bílý jezdec · g8 bílý král · e7 černý král · c5 černý jezdec · d4 bílý pěšec · f4 bílý jezdec | b8 bílý dáma · e8 bílý jezdec · g8 bílý král · e7 černý král · c5 černý jezdec · d4 bílý pěšec · f4 bílý jezdec | b8 bílý dáma · e8 bílý jezdec · g8 bílý král · e7 černý král · c5 černý jezdec · d4 bílý pěšec · f4 bílý jezdec | 1 |
|   | a | b | c | d | e | f | g | h |   |

14 Fifty Two-Move Problems, 1940
|   | a | b | c | d | e | f | g | h |   |
| 8 | a7 bílý král · e6 bílý jezdec · a5 bílý jezdec · b5 černý král · e4 bílý pěšec · d3 černý jezdec · a2 bílý dáma | a7 bílý král · e6 bílý jezdec · a5 bílý jezdec · b5 černý král · e4 bílý pěšec · d3 černý jezdec · a2 bílý dáma | a7 bílý král · e6 bílý jezdec · a5 bílý jezdec · b5 černý král · e4 bílý pěšec · d3 černý jezdec · a2 bílý dáma | a7 bílý král · e6 bílý jezdec · a5 bílý jezdec · b5 černý král · e4 bílý pěšec · d3 černý jezdec · a2 bílý dáma | a7 bílý král · e6 bílý jezdec · a5 bílý jezdec · b5 černý král · e4 bílý pěšec · d3 černý jezdec · a2 bílý dáma | a7 bílý král · e6 bílý jezdec · a5 bílý jezdec · b5 černý král · e4 bílý pěšec · d3 černý jezdec · a2 bílý dáma | a7 bílý král · e6 bílý jezdec · a5 bílý jezdec · b5 černý král · e4 bílý pěšec · d3 černý jezdec · a2 bílý dáma | a7 bílý král · e6 bílý jezdec · a5 bílý jezdec · b5 černý král · e4 bílý pěšec · d3 černý jezdec · a2 bílý dáma | 8 |
| 7 | a7 bílý král · e6 bílý jezdec · a5 bílý jezdec · b5 černý král · e4 bílý pěšec · d3 černý jezdec · a2 bílý dáma | a7 bílý král · e6 bílý jezdec · a5 bílý jezdec · b5 černý král · e4 bílý pěšec · d3 černý jezdec · a2 bílý dáma | a7 bílý král · e6 bílý jezdec · a5 bílý jezdec · b5 černý král · e4 bílý pěšec · d3 černý jezdec · a2 bílý dáma | a7 bílý král · e6 bílý jezdec · a5 bílý jezdec · b5 černý král · e4 bílý pěšec · d3 černý jezdec · a2 bílý dáma | a7 bílý král · e6 bílý jezdec · a5 bílý jezdec · b5 černý král · e4 bílý pěšec · d3 černý jezdec · a2 bílý dáma | a7 bílý král · e6 bílý jezdec · a5 bílý jezdec · b5 černý král · e4 bílý pěšec · d3 černý jezdec · a2 bílý dáma | a7 bílý král · e6 bílý jezdec · a5 bílý jezdec · b5 černý král · e4 bílý pěšec · d3 černý jezdec · a2 bílý dáma | a7 bílý král · e6 bílý jezdec · a5 bílý jezdec · b5 černý král · e4 bílý pěšec · d3 černý jezdec · a2 bílý dáma | 7 |
| 6 | a7 bílý král · e6 bílý jezdec · a5 bílý jezdec · b5 černý král · e4 bílý pěšec · d3 černý jezdec · a2 bílý dáma | a7 bílý král · e6 bílý jezdec · a5 bílý jezdec · b5 černý král · e4 bílý pěšec · d3 černý jezdec · a2 bílý dáma | a7 bílý král · e6 bílý jezdec · a5 bílý jezdec · b5 černý král · e4 bílý pěšec · d3 černý jezdec · a2 bílý dáma | a7 bílý král · e6 bílý jezdec · a5 bílý jezdec · b5 černý král · e4 bílý pěšec · d3 černý jezdec · a2 bílý dáma | a7 bílý král · e6 bílý jezdec · a5 bílý jezdec · b5 černý král · e4 bílý pěšec · d3 černý jezdec · a2 bílý dáma | a7 bílý král · e6 bílý jezdec · a5 bílý jezdec · b5 černý král · e4 bílý pěšec · d3 černý jezdec · a2 bílý dáma | a7 bílý král · e6 bílý jezdec · a5 bílý jezdec · b5 černý král · e4 bílý pěšec · d3 černý jezdec · a2 bílý dáma | a7 bílý král · e6 bílý jezdec · a5 bílý jezdec · b5 černý král · e4 bílý pěšec · d3 černý jezdec · a2 bílý dáma | 6 |
| 5 | a7 bílý král · e6 bílý jezdec · a5 bílý jezdec · b5 černý král · e4 bílý pěšec · d3 černý jezdec · a2 bílý dáma | a7 bílý král · e6 bílý jezdec · a5 bílý jezdec · b5 černý král · e4 bílý pěšec · d3 černý jezdec · a2 bílý dáma | a7 bílý král · e6 bílý jezdec · a5 bílý jezdec · b5 černý král · e4 bílý pěšec · d3 černý jezdec · a2 bílý dáma | a7 bílý král · e6 bílý jezdec · a5 bílý jezdec · b5 černý král · e4 bílý pěšec · d3 černý jezdec · a2 bílý dáma | a7 bílý král · e6 bílý jezdec · a5 bílý jezdec · b5 černý král · e4 bílý pěšec · d3 černý jezdec · a2 bílý dáma | a7 bílý král · e6 bílý jezdec · a5 bílý jezdec · b5 černý král · e4 bílý pěšec · d3 černý jezdec · a2 bílý dáma | a7 bílý král · e6 bílý jezdec · a5 bílý jezdec · b5 černý král · e4 bílý pěšec · d3 černý jezdec · a2 bílý dáma | a7 bílý král · e6 bílý jezdec · a5 bílý jezdec · b5 černý král · e4 bílý pěšec · d3 černý jezdec · a2 bílý dáma | 5 |
| 4 | a7 bílý král · e6 bílý jezdec · a5 bílý jezdec · b5 černý král · e4 bílý pěšec · d3 černý jezdec · a2 bílý dáma | a7 bílý král · e6 bílý jezdec · a5 bílý jezdec · b5 černý král · e4 bílý pěšec · d3 černý jezdec · a2 bílý dáma | a7 bílý král · e6 bílý jezdec · a5 bílý jezdec · b5 černý král · e4 bílý pěšec · d3 černý jezdec · a2 bílý dáma | a7 bílý král · e6 bílý jezdec · a5 bílý jezdec · b5 černý král · e4 bílý pěšec · d3 černý jezdec · a2 bílý dáma | a7 bílý král · e6 bílý jezdec · a5 bílý jezdec · b5 černý král · e4 bílý pěšec · d3 černý jezdec · a2 bílý dáma | a7 bílý král · e6 bílý jezdec · a5 bílý jezdec · b5 černý král · e4 bílý pěšec · d3 černý jezdec · a2 bílý dáma | a7 bílý král · e6 bílý jezdec · a5 bílý jezdec · b5 černý král · e4 bílý pěšec · d3 černý jezdec · a2 bílý dáma | a7 bílý král · e6 bílý jezdec · a5 bílý jezdec · b5 černý král · e4 bílý pěšec · d3 černý jezdec · a2 bílý dáma | 4 |
| 3 | a7 bílý král · e6 bílý jezdec · a5 bílý jezdec · b5 černý král · e4 bílý pěšec · d3 černý jezdec · a2 bílý dáma | a7 bílý král · e6 bílý jezdec · a5 bílý jezdec · b5 černý král · e4 bílý pěšec · d3 černý jezdec · a2 bílý dáma | a7 bílý král · e6 bílý jezdec · a5 bílý jezdec · b5 černý král · e4 bílý pěšec · d3 černý jezdec · a2 bílý dáma | a7 bílý král · e6 bílý jezdec · a5 bílý jezdec · b5 černý král · e4 bílý pěšec · d3 černý jezdec · a2 bílý dáma | a7 bílý král · e6 bílý jezdec · a5 bílý jezdec · b5 černý král · e4 bílý pěšec · d3 černý jezdec · a2 bílý dáma | a7 bílý král · e6 bílý jezdec · a5 bílý jezdec · b5 černý král · e4 bílý pěšec · d3 černý jezdec · a2 bílý dáma | a7 bílý král · e6 bílý jezdec · a5 bílý jezdec · b5 černý král · e4 bílý pěšec · d3 černý jezdec · a2 bílý dáma | a7 bílý král · e6 bílý jezdec · a5 bílý jezdec · b5 černý král · e4 bílý pěšec · d3 černý jezdec · a2 bílý dáma | 3 |
| 2 | a7 bílý král · e6 bílý jezdec · a5 bílý jezdec · b5 černý král · e4 bílý pěšec · d3 černý jezdec · a2 bílý dáma | a7 bílý král · e6 bílý jezdec · a5 bílý jezdec · b5 černý král · e4 bílý pěšec · d3 černý jezdec · a2 bílý dáma | a7 bílý král · e6 bílý jezdec · a5 bílý jezdec · b5 černý král · e4 bílý pěšec · d3 černý jezdec · a2 bílý dáma | a7 bílý král · e6 bílý jezdec · a5 bílý jezdec · b5 černý král · e4 bílý pěšec · d3 černý jezdec · a2 bílý dáma | a7 bílý král · e6 bílý jezdec · a5 bílý jezdec · b5 černý král · e4 bílý pěšec · d3 černý jezdec · a2 bílý dáma | a7 bílý král · e6 bílý jezdec · a5 bílý jezdec · b5 černý král · e4 bílý pěšec · d3 černý jezdec · a2 bílý dáma | a7 bílý král · e6 bílý jezdec · a5 bílý jezdec · b5 černý král · e4 bílý pěšec · d3 černý jezdec · a2 bílý dáma | a7 bílý král · e6 bílý jezdec · a5 bílý jezdec · b5 černý král · e4 bílý pěšec · d3 černý jezdec · a2 bílý dáma | 2 |
| 1 | a7 bílý král · e6 bílý jezdec · a5 bílý jezdec · b5 černý král · e4 bílý pěšec · d3 černý jezdec · a2 bílý dáma | a7 bílý král · e6 bílý jezdec · a5 bílý jezdec · b5 černý král · e4 bílý pěšec · d3 černý jezdec · a2 bílý dáma | a7 bílý král · e6 bílý jezdec · a5 bílý jezdec · b5 černý král · e4 bílý pěšec · d3 černý jezdec · a2 bílý dáma | a7 bílý král · e6 bílý jezdec · a5 bílý jezdec · b5 černý král · e4 bílý pěšec · d3 černý jezdec · a2 bílý dáma | a7 bílý král · e6 bílý jezdec · a5 bílý jezdec · b5 černý král · e4 bílý pěšec · d3 černý jezdec · a2 bílý dáma | a7 bílý král · e6 bílý jezdec · a5 bílý jezdec · b5 černý král · e4 bílý pěšec · d3 černý jezdec · a2 bílý dáma | a7 bílý král · e6 bílý jezdec · a5 bílý jezdec · b5 černý král · e4 bílý pěšec · d3 černý jezdec · a2 bílý dáma | a7 bílý král · e6 bílý jezdec · a5 bílý jezdec · b5 černý král · e4 bílý pěšec · d3 černý jezdec · a2 bílý dáma | 1 |
|   | a | b | c | d | e | f | g | h |   |

Mechanické pootočení pozice o 90° ochuzuje kvůli přítomnosti pěšce d4 autorské řešení o možnost 1. dxc5? Kd7.

Dubuque Chess Journal, 1888 
|   | a | b | c | d | e | f | g | h |   |
| 8 | g8 černý věž · h8 černý král · g7 bílý věž · h7 bílý střelec · h6 bílý střelec · h4 bílý král · h1 bílý dáma | g8 černý věž · h8 černý král · g7 bílý věž · h7 bílý střelec · h6 bílý střelec · h4 bílý král · h1 bílý dáma | g8 černý věž · h8 černý král · g7 bílý věž · h7 bílý střelec · h6 bílý střelec · h4 bílý král · h1 bílý dáma | g8 černý věž · h8 černý král · g7 bílý věž · h7 bílý střelec · h6 bílý střelec · h4 bílý král · h1 bílý dáma | g8 černý věž · h8 černý král · g7 bílý věž · h7 bílý střelec · h6 bílý střelec · h4 bílý král · h1 bílý dáma | g8 černý věž · h8 černý král · g7 bílý věž · h7 bílý střelec · h6 bílý střelec · h4 bílý král · h1 bílý dáma | g8 černý věž · h8 černý král · g7 bílý věž · h7 bílý střelec · h6 bílý střelec · h4 bílý král · h1 bílý dáma | g8 černý věž · h8 černý král · g7 bílý věž · h7 bílý střelec · h6 bílý střelec · h4 bílý král · h1 bílý dáma | 8 |
| 7 | g8 černý věž · h8 černý král · g7 bílý věž · h7 bílý střelec · h6 bílý střelec · h4 bílý král · h1 bílý dáma | g8 černý věž · h8 černý král · g7 bílý věž · h7 bílý střelec · h6 bílý střelec · h4 bílý král · h1 bílý dáma | g8 černý věž · h8 černý král · g7 bílý věž · h7 bílý střelec · h6 bílý střelec · h4 bílý král · h1 bílý dáma | g8 černý věž · h8 černý král · g7 bílý věž · h7 bílý střelec · h6 bílý střelec · h4 bílý král · h1 bílý dáma | g8 černý věž · h8 černý král · g7 bílý věž · h7 bílý střelec · h6 bílý střelec · h4 bílý král · h1 bílý dáma | g8 černý věž · h8 černý král · g7 bílý věž · h7 bílý střelec · h6 bílý střelec · h4 bílý král · h1 bílý dáma | g8 černý věž · h8 černý král · g7 bílý věž · h7 bílý střelec · h6 bílý střelec · h4 bílý král · h1 bílý dáma | g8 černý věž · h8 černý král · g7 bílý věž · h7 bílý střelec · h6 bílý střelec · h4 bílý král · h1 bílý dáma | 7 |
| 6 | g8 černý věž · h8 černý král · g7 bílý věž · h7 bílý střelec · h6 bílý střelec · h4 bílý král · h1 bílý dáma | g8 černý věž · h8 černý král · g7 bílý věž · h7 bílý střelec · h6 bílý střelec · h4 bílý král · h1 bílý dáma | g8 černý věž · h8 černý král · g7 bílý věž · h7 bílý střelec · h6 bílý střelec · h4 bílý král · h1 bílý dáma | g8 černý věž · h8 černý král · g7 bílý věž · h7 bílý střelec · h6 bílý střelec · h4 bílý král · h1 bílý dáma | g8 černý věž · h8 černý král · g7 bílý věž · h7 bílý střelec · h6 bílý střelec · h4 bílý král · h1 bílý dáma | g8 černý věž · h8 černý král · g7 bílý věž · h7 bílý střelec · h6 bílý střelec · h4 bílý král · h1 bílý dáma | g8 černý věž · h8 černý král · g7 bílý věž · h7 bílý střelec · h6 bílý střelec · h4 bílý král · h1 bílý dáma | g8 černý věž · h8 černý král · g7 bílý věž · h7 bílý střelec · h6 bílý střelec · h4 bílý král · h1 bílý dáma | 6 |
| 5 | g8 černý věž · h8 černý král · g7 bílý věž · h7 bílý střelec · h6 bílý střelec · h4 bílý král · h1 bílý dáma | g8 černý věž · h8 černý král · g7 bílý věž · h7 bílý střelec · h6 bílý střelec · h4 bílý král · h1 bílý dáma | g8 černý věž · h8 černý král · g7 bílý věž · h7 bílý střelec · h6 bílý střelec · h4 bílý král · h1 bílý dáma | g8 černý věž · h8 černý král · g7 bílý věž · h7 bílý střelec · h6 bílý střelec · h4 bílý král · h1 bílý dáma | g8 černý věž · h8 černý král · g7 bílý věž · h7 bílý střelec · h6 bílý střelec · h4 bílý král · h1 bílý dáma | g8 černý věž · h8 černý král · g7 bílý věž · h7 bílý střelec · h6 bílý střelec · h4 bílý král · h1 bílý dáma | g8 černý věž · h8 černý král · g7 bílý věž · h7 bílý střelec · h6 bílý střelec · h4 bílý král · h1 bílý dáma | g8 černý věž · h8 černý král · g7 bílý věž · h7 bílý střelec · h6 bílý střelec · h4 bílý král · h1 bílý dáma | 5 |
| 4 | g8 černý věž · h8 černý král · g7 bílý věž · h7 bílý střelec · h6 bílý střelec · h4 bílý král · h1 bílý dáma | g8 černý věž · h8 černý král · g7 bílý věž · h7 bílý střelec · h6 bílý střelec · h4 bílý král · h1 bílý dáma | g8 černý věž · h8 černý král · g7 bílý věž · h7 bílý střelec · h6 bílý střelec · h4 bílý král · h1 bílý dáma | g8 černý věž · h8 černý král · g7 bílý věž · h7 bílý střelec · h6 bílý střelec · h4 bílý král · h1 bílý dáma | g8 černý věž · h8 černý král · g7 bílý věž · h7 bílý střelec · h6 bílý střelec · h4 bílý král · h1 bílý dáma | g8 černý věž · h8 černý král · g7 bílý věž · h7 bílý střelec · h6 bílý střelec · h4 bílý král · h1 bílý dáma | g8 černý věž · h8 černý král · g7 bílý věž · h7 bílý střelec · h6 bílý střelec · h4 bílý král · h1 bílý dáma | g8 černý věž · h8 černý král · g7 bílý věž · h7 bílý střelec · h6 bílý střelec · h4 bílý král · h1 bílý dáma | 4 |
| 3 | g8 černý věž · h8 černý král · g7 bílý věž · h7 bílý střelec · h6 bílý střelec · h4 bílý král · h1 bílý dáma | g8 černý věž · h8 černý král · g7 bílý věž · h7 bílý střelec · h6 bílý střelec · h4 bílý král · h1 bílý dáma | g8 černý věž · h8 černý král · g7 bílý věž · h7 bílý střelec · h6 bílý střelec · h4 bílý král · h1 bílý dáma | g8 černý věž · h8 černý král · g7 bílý věž · h7 bílý střelec · h6 bílý střelec · h4 bílý král · h1 bílý dáma | g8 černý věž · h8 černý král · g7 bílý věž · h7 bílý střelec · h6 bílý střelec · h4 bílý král · h1 bílý dáma | g8 černý věž · h8 černý král · g7 bílý věž · h7 bílý střelec · h6 bílý střelec · h4 bílý král · h1 bílý dáma | g8 černý věž · h8 černý král · g7 bílý věž · h7 bílý střelec · h6 bílý střelec · h4 bílý král · h1 bílý dáma | g8 černý věž · h8 černý král · g7 bílý věž · h7 bílý střelec · h6 bílý střelec · h4 bílý král · h1 bílý dáma | 3 |
| 2 | g8 černý věž · h8 černý král · g7 bílý věž · h7 bílý střelec · h6 bílý střelec · h4 bílý král · h1 bílý dáma | g8 černý věž · h8 černý král · g7 bílý věž · h7 bílý střelec · h6 bílý střelec · h4 bílý král · h1 bílý dáma | g8 černý věž · h8 černý král · g7 bílý věž · h7 bílý střelec · h6 bílý střelec · h4 bílý král · h1 bílý dáma | g8 černý věž · h8 černý král · g7 bílý věž · h7 bílý střelec · h6 bílý střelec · h4 bílý král · h1 bílý dáma | g8 černý věž · h8 černý král · g7 bílý věž · h7 bílý střelec · h6 bílý střelec · h4 bílý král · h1 bílý dáma | g8 černý věž · h8 černý král · g7 bílý věž · h7 bílý střelec · h6 bílý střelec · h4 bílý král · h1 bílý dáma | g8 černý věž · h8 černý král · g7 bílý věž · h7 bílý střelec · h6 bílý střelec · h4 bílý král · h1 bílý dáma | g8 černý věž · h8 černý král · g7 bílý věž · h7 bílý střelec · h6 bílý střelec · h4 bílý král · h1 bílý dáma | 2 |
| 1 | g8 černý věž · h8 černý král · g7 bílý věž · h7 bílý střelec · h6 bílý střelec · h4 bílý král · h1 bílý dáma | g8 černý věž · h8 černý král · g7 bílý věž · h7 bílý střelec · h6 bílý střelec · h4 bílý král · h1 bílý dáma | g8 černý věž · h8 černý král · g7 bílý věž · h7 bílý střelec · h6 bílý střelec · h4 bílý král · h1 bílý dáma | g8 černý věž · h8 černý král · g7 bílý věž · h7 bílý střelec · h6 bílý střelec · h4 bílý král · h1 bílý dáma | g8 černý věž · h8 černý král · g7 bílý věž · h7 bílý střelec · h6 bílý střelec · h4 bílý král · h1 bílý dáma | g8 černý věž · h8 černý král · g7 bílý věž · h7 bílý střelec · h6 bílý střelec · h4 bílý král · h1 bílý dáma | g8 černý věž · h8 černý král · g7 bílý věž · h7 bílý střelec · h6 bílý střelec · h4 bílý král · h1 bílý dáma | g8 černý věž · h8 černý král · g7 bílý věž · h7 bílý střelec · h6 bílý střelec · h4 bílý král · h1 bílý dáma | 1 |
|   | a | b | c | d | e | f | g | h |   |

20 Fifty Two-Moved Problems, 1947
|   | a | b | c | d | e | f | g | h |   |
| 8 | a8 bílý dáma · a5 bílý král · a3 bílý střelec · a2 bílý střelec · b2 bílý věž · a1 černý král · b1 černý věž | a8 bílý dáma · a5 bílý král · a3 bílý střelec · a2 bílý střelec · b2 bílý věž · a1 černý král · b1 černý věž | a8 bílý dáma · a5 bílý král · a3 bílý střelec · a2 bílý střelec · b2 bílý věž · a1 černý král · b1 černý věž | a8 bílý dáma · a5 bílý král · a3 bílý střelec · a2 bílý střelec · b2 bílý věž · a1 černý král · b1 černý věž | a8 bílý dáma · a5 bílý král · a3 bílý střelec · a2 bílý střelec · b2 bílý věž · a1 černý král · b1 černý věž | a8 bílý dáma · a5 bílý král · a3 bílý střelec · a2 bílý střelec · b2 bílý věž · a1 černý král · b1 černý věž | a8 bílý dáma · a5 bílý král · a3 bílý střelec · a2 bílý střelec · b2 bílý věž · a1 černý král · b1 černý věž | a8 bílý dáma · a5 bílý král · a3 bílý střelec · a2 bílý střelec · b2 bílý věž · a1 černý král · b1 černý věž | 8 |
| 7 | a8 bílý dáma · a5 bílý král · a3 bílý střelec · a2 bílý střelec · b2 bílý věž · a1 černý král · b1 černý věž | a8 bílý dáma · a5 bílý král · a3 bílý střelec · a2 bílý střelec · b2 bílý věž · a1 černý král · b1 černý věž | a8 bílý dáma · a5 bílý král · a3 bílý střelec · a2 bílý střelec · b2 bílý věž · a1 černý král · b1 černý věž | a8 bílý dáma · a5 bílý král · a3 bílý střelec · a2 bílý střelec · b2 bílý věž · a1 černý král · b1 černý věž | a8 bílý dáma · a5 bílý král · a3 bílý střelec · a2 bílý střelec · b2 bílý věž · a1 černý král · b1 černý věž | a8 bílý dáma · a5 bílý král · a3 bílý střelec · a2 bílý střelec · b2 bílý věž · a1 černý král · b1 černý věž | a8 bílý dáma · a5 bílý král · a3 bílý střelec · a2 bílý střelec · b2 bílý věž · a1 černý král · b1 černý věž | a8 bílý dáma · a5 bílý král · a3 bílý střelec · a2 bílý střelec · b2 bílý věž · a1 černý král · b1 černý věž | 7 |
| 6 | a8 bílý dáma · a5 bílý král · a3 bílý střelec · a2 bílý střelec · b2 bílý věž · a1 černý král · b1 černý věž | a8 bílý dáma · a5 bílý král · a3 bílý střelec · a2 bílý střelec · b2 bílý věž · a1 černý král · b1 černý věž | a8 bílý dáma · a5 bílý král · a3 bílý střelec · a2 bílý střelec · b2 bílý věž · a1 černý král · b1 černý věž | a8 bílý dáma · a5 bílý král · a3 bílý střelec · a2 bílý střelec · b2 bílý věž · a1 černý král · b1 černý věž | a8 bílý dáma · a5 bílý král · a3 bílý střelec · a2 bílý střelec · b2 bílý věž · a1 černý král · b1 černý věž | a8 bílý dáma · a5 bílý král · a3 bílý střelec · a2 bílý střelec · b2 bílý věž · a1 černý král · b1 černý věž | a8 bílý dáma · a5 bílý král · a3 bílý střelec · a2 bílý střelec · b2 bílý věž · a1 černý král · b1 černý věž | a8 bílý dáma · a5 bílý král · a3 bílý střelec · a2 bílý střelec · b2 bílý věž · a1 černý král · b1 černý věž | 6 |
| 5 | a8 bílý dáma · a5 bílý král · a3 bílý střelec · a2 bílý střelec · b2 bílý věž · a1 černý král · b1 černý věž | a8 bílý dáma · a5 bílý král · a3 bílý střelec · a2 bílý střelec · b2 bílý věž · a1 černý král · b1 černý věž | a8 bílý dáma · a5 bílý král · a3 bílý střelec · a2 bílý střelec · b2 bílý věž · a1 černý král · b1 černý věž | a8 bílý dáma · a5 bílý král · a3 bílý střelec · a2 bílý střelec · b2 bílý věž · a1 černý král · b1 černý věž | a8 bílý dáma · a5 bílý král · a3 bílý střelec · a2 bílý střelec · b2 bílý věž · a1 černý král · b1 černý věž | a8 bílý dáma · a5 bílý král · a3 bílý střelec · a2 bílý střelec · b2 bílý věž · a1 černý král · b1 černý věž | a8 bílý dáma · a5 bílý král · a3 bílý střelec · a2 bílý střelec · b2 bílý věž · a1 černý král · b1 černý věž | a8 bílý dáma · a5 bílý král · a3 bílý střelec · a2 bílý střelec · b2 bílý věž · a1 černý král · b1 černý věž | 5 |
| 4 | a8 bílý dáma · a5 bílý král · a3 bílý střelec · a2 bílý střelec · b2 bílý věž · a1 černý král · b1 černý věž | a8 bílý dáma · a5 bílý král · a3 bílý střelec · a2 bílý střelec · b2 bílý věž · a1 černý král · b1 černý věž | a8 bílý dáma · a5 bílý král · a3 bílý střelec · a2 bílý střelec · b2 bílý věž · a1 černý král · b1 černý věž | a8 bílý dáma · a5 bílý král · a3 bílý střelec · a2 bílý střelec · b2 bílý věž · a1 černý král · b1 černý věž | a8 bílý dáma · a5 bílý král · a3 bílý střelec · a2 bílý střelec · b2 bílý věž · a1 černý král · b1 černý věž | a8 bílý dáma · a5 bílý král · a3 bílý střelec · a2 bílý střelec · b2 bílý věž · a1 černý král · b1 černý věž | a8 bílý dáma · a5 bílý král · a3 bílý střelec · a2 bílý střelec · b2 bílý věž · a1 černý král · b1 černý věž | a8 bílý dáma · a5 bílý král · a3 bílý střelec · a2 bílý střelec · b2 bílý věž · a1 černý král · b1 černý věž | 4 |
| 3 | a8 bílý dáma · a5 bílý král · a3 bílý střelec · a2 bílý střelec · b2 bílý věž · a1 černý král · b1 černý věž | a8 bílý dáma · a5 bílý král · a3 bílý střelec · a2 bílý střelec · b2 bílý věž · a1 černý král · b1 černý věž | a8 bílý dáma · a5 bílý král · a3 bílý střelec · a2 bílý střelec · b2 bílý věž · a1 černý král · b1 černý věž | a8 bílý dáma · a5 bílý král · a3 bílý střelec · a2 bílý střelec · b2 bílý věž · a1 černý král · b1 černý věž | a8 bílý dáma · a5 bílý král · a3 bílý střelec · a2 bílý střelec · b2 bílý věž · a1 černý král · b1 černý věž | a8 bílý dáma · a5 bílý král · a3 bílý střelec · a2 bílý střelec · b2 bílý věž · a1 černý král · b1 černý věž | a8 bílý dáma · a5 bílý král · a3 bílý střelec · a2 bílý střelec · b2 bílý věž · a1 černý král · b1 černý věž | a8 bílý dáma · a5 bílý král · a3 bílý střelec · a2 bílý střelec · b2 bílý věž · a1 černý král · b1 černý věž | 3 |
| 2 | a8 bílý dáma · a5 bílý král · a3 bílý střelec · a2 bílý střelec · b2 bílý věž · a1 černý král · b1 černý věž | a8 bílý dáma · a5 bílý král · a3 bílý střelec · a2 bílý střelec · b2 bílý věž · a1 černý král · b1 černý věž | a8 bílý dáma · a5 bílý král · a3 bílý střelec · a2 bílý střelec · b2 bílý věž · a1 černý král · b1 černý věž | a8 bílý dáma · a5 bílý král · a3 bílý střelec · a2 bílý střelec · b2 bílý věž · a1 černý král · b1 černý věž | a8 bílý dáma · a5 bílý král · a3 bílý střelec · a2 bílý střelec · b2 bílý věž · a1 černý král · b1 černý věž | a8 bílý dáma · a5 bílý král · a3 bílý střelec · a2 bílý střelec · b2 bílý věž · a1 černý král · b1 černý věž | a8 bílý dáma · a5 bílý král · a3 bílý střelec · a2 bílý střelec · b2 bílý věž · a1 černý král · b1 černý věž | a8 bílý dáma · a5 bílý král · a3 bílý střelec · a2 bílý střelec · b2 bílý věž · a1 černý král · b1 černý věž | 2 |
| 1 | a8 bílý dáma · a5 bílý král · a3 bílý střelec · a2 bílý střelec · b2 bílý věž · a1 černý král · b1 černý věž | a8 bílý dáma · a5 bílý král · a3 bílý střelec · a2 bílý střelec · b2 bílý věž · a1 černý král · b1 černý věž | a8 bílý dáma · a5 bílý král · a3 bílý střelec · a2 bílý střelec · b2 bílý věž · a1 černý král · b1 černý věž | a8 bílý dáma · a5 bílý král · a3 bílý střelec · a2 bílý střelec · b2 bílý věž · a1 černý král · b1 černý věž | a8 bílý dáma · a5 bílý král · a3 bílý střelec · a2 bílý střelec · b2 bílý věž · a1 černý král · b1 černý věž | a8 bílý dáma · a5 bílý král · a3 bílý střelec · a2 bílý střelec · b2 bílý věž · a1 černý král · b1 černý věž | a8 bílý dáma · a5 bílý král · a3 bílý střelec · a2 bílý střelec · b2 bílý věž · a1 černý král · b1 černý věž | a8 bílý dáma · a5 bílý král · a3 bílý střelec · a2 bílý střelec · b2 bílý věž · a1 černý král · b1 černý věž | 1 |
|   | a | b | c | d | e | f | g | h |   |

Další transformace vzniklá otočením o 180°.

Velké množství dalších úloh, které nemohl kvůli přítomnosti pěšců transformovat, Wenman převzal přímo a vydával za originály.
English Chess Problems, 1876
|   | a | b | c | d | e | f | g | h |   |
| 8 | c8 bílý jezdec · g8 bílý střelec · a5 bílý král · h5 bílý věž · a4 bílý věž · b4 černý pěšec · d4 černý král · f4 černý pěšec · g4 bílý pěšec · d3 černý jezdec · f3 bílý pěšec · d2 bílý pěšec · h1 bílý dáma | c8 bílý jezdec · g8 bílý střelec · a5 bílý král · h5 bílý věž · a4 bílý věž · b4 černý pěšec · d4 černý král · f4 černý pěšec · g4 bílý pěšec · d3 černý jezdec · f3 bílý pěšec · d2 bílý pěšec · h1 bílý dáma | c8 bílý jezdec · g8 bílý střelec · a5 bílý král · h5 bílý věž · a4 bílý věž · b4 černý pěšec · d4 černý král · f4 černý pěšec · g4 bílý pěšec · d3 černý jezdec · f3 bílý pěšec · d2 bílý pěšec · h1 bílý dáma | c8 bílý jezdec · g8 bílý střelec · a5 bílý král · h5 bílý věž · a4 bílý věž · b4 černý pěšec · d4 černý král · f4 černý pěšec · g4 bílý pěšec · d3 černý jezdec · f3 bílý pěšec · d2 bílý pěšec · h1 bílý dáma | c8 bílý jezdec · g8 bílý střelec · a5 bílý král · h5 bílý věž · a4 bílý věž · b4 černý pěšec · d4 černý král · f4 černý pěšec · g4 bílý pěšec · d3 černý jezdec · f3 bílý pěšec · d2 bílý pěšec · h1 bílý dáma | c8 bílý jezdec · g8 bílý střelec · a5 bílý král · h5 bílý věž · a4 bílý věž · b4 černý pěšec · d4 černý král · f4 černý pěšec · g4 bílý pěšec · d3 černý jezdec · f3 bílý pěšec · d2 bílý pěšec · h1 bílý dáma | c8 bílý jezdec · g8 bílý střelec · a5 bílý král · h5 bílý věž · a4 bílý věž · b4 černý pěšec · d4 černý král · f4 černý pěšec · g4 bílý pěšec · d3 černý jezdec · f3 bílý pěšec · d2 bílý pěšec · h1 bílý dáma | c8 bílý jezdec · g8 bílý střelec · a5 bílý král · h5 bílý věž · a4 bílý věž · b4 černý pěšec · d4 černý král · f4 černý pěšec · g4 bílý pěšec · d3 černý jezdec · f3 bílý pěšec · d2 bílý pěšec · h1 bílý dáma | 8 |
| 7 | c8 bílý jezdec · g8 bílý střelec · a5 bílý král · h5 bílý věž · a4 bílý věž · b4 černý pěšec · d4 černý král · f4 černý pěšec · g4 bílý pěšec · d3 černý jezdec · f3 bílý pěšec · d2 bílý pěšec · h1 bílý dáma | c8 bílý jezdec · g8 bílý střelec · a5 bílý král · h5 bílý věž · a4 bílý věž · b4 černý pěšec · d4 černý král · f4 černý pěšec · g4 bílý pěšec · d3 černý jezdec · f3 bílý pěšec · d2 bílý pěšec · h1 bílý dáma | c8 bílý jezdec · g8 bílý střelec · a5 bílý král · h5 bílý věž · a4 bílý věž · b4 černý pěšec · d4 černý král · f4 černý pěšec · g4 bílý pěšec · d3 černý jezdec · f3 bílý pěšec · d2 bílý pěšec · h1 bílý dáma | c8 bílý jezdec · g8 bílý střelec · a5 bílý král · h5 bílý věž · a4 bílý věž · b4 černý pěšec · d4 černý král · f4 černý pěšec · g4 bílý pěšec · d3 černý jezdec · f3 bílý pěšec · d2 bílý pěšec · h1 bílý dáma | c8 bílý jezdec · g8 bílý střelec · a5 bílý král · h5 bílý věž · a4 bílý věž · b4 černý pěšec · d4 černý král · f4 černý pěšec · g4 bílý pěšec · d3 černý jezdec · f3 bílý pěšec · d2 bílý pěšec · h1 bílý dáma | c8 bílý jezdec · g8 bílý střelec · a5 bílý král · h5 bílý věž · a4 bílý věž · b4 černý pěšec · d4 černý král · f4 černý pěšec · g4 bílý pěšec · d3 černý jezdec · f3 bílý pěšec · d2 bílý pěšec · h1 bílý dáma | c8 bílý jezdec · g8 bílý střelec · a5 bílý král · h5 bílý věž · a4 bílý věž · b4 černý pěšec · d4 černý král · f4 černý pěšec · g4 bílý pěšec · d3 černý jezdec · f3 bílý pěšec · d2 bílý pěšec · h1 bílý dáma | c8 bílý jezdec · g8 bílý střelec · a5 bílý král · h5 bílý věž · a4 bílý věž · b4 černý pěšec · d4 černý král · f4 černý pěšec · g4 bílý pěšec · d3 černý jezdec · f3 bílý pěšec · d2 bílý pěšec · h1 bílý dáma | 7 |
| 6 | c8 bílý jezdec · g8 bílý střelec · a5 bílý král · h5 bílý věž · a4 bílý věž · b4 černý pěšec · d4 černý král · f4 černý pěšec · g4 bílý pěšec · d3 černý jezdec · f3 bílý pěšec · d2 bílý pěšec · h1 bílý dáma | c8 bílý jezdec · g8 bílý střelec · a5 bílý král · h5 bílý věž · a4 bílý věž · b4 černý pěšec · d4 černý král · f4 černý pěšec · g4 bílý pěšec · d3 černý jezdec · f3 bílý pěšec · d2 bílý pěšec · h1 bílý dáma | c8 bílý jezdec · g8 bílý střelec · a5 bílý král · h5 bílý věž · a4 bílý věž · b4 černý pěšec · d4 černý král · f4 černý pěšec · g4 bílý pěšec · d3 černý jezdec · f3 bílý pěšec · d2 bílý pěšec · h1 bílý dáma | c8 bílý jezdec · g8 bílý střelec · a5 bílý král · h5 bílý věž · a4 bílý věž · b4 černý pěšec · d4 černý král · f4 černý pěšec · g4 bílý pěšec · d3 černý jezdec · f3 bílý pěšec · d2 bílý pěšec · h1 bílý dáma | c8 bílý jezdec · g8 bílý střelec · a5 bílý král · h5 bílý věž · a4 bílý věž · b4 černý pěšec · d4 černý král · f4 černý pěšec · g4 bílý pěšec · d3 černý jezdec · f3 bílý pěšec · d2 bílý pěšec · h1 bílý dáma | c8 bílý jezdec · g8 bílý střelec · a5 bílý král · h5 bílý věž · a4 bílý věž · b4 černý pěšec · d4 černý král · f4 černý pěšec · g4 bílý pěšec · d3 černý jezdec · f3 bílý pěšec · d2 bílý pěšec · h1 bílý dáma | c8 bílý jezdec · g8 bílý střelec · a5 bílý král · h5 bílý věž · a4 bílý věž · b4 černý pěšec · d4 černý král · f4 černý pěšec · g4 bílý pěšec · d3 černý jezdec · f3 bílý pěšec · d2 bílý pěšec · h1 bílý dáma | c8 bílý jezdec · g8 bílý střelec · a5 bílý král · h5 bílý věž · a4 bílý věž · b4 černý pěšec · d4 černý král · f4 černý pěšec · g4 bílý pěšec · d3 černý jezdec · f3 bílý pěšec · d2 bílý pěšec · h1 bílý dáma | 6 |
| 5 | c8 bílý jezdec · g8 bílý střelec · a5 bílý král · h5 bílý věž · a4 bílý věž · b4 černý pěšec · d4 černý král · f4 černý pěšec · g4 bílý pěšec · d3 černý jezdec · f3 bílý pěšec · d2 bílý pěšec · h1 bílý dáma | c8 bílý jezdec · g8 bílý střelec · a5 bílý král · h5 bílý věž · a4 bílý věž · b4 černý pěšec · d4 černý král · f4 černý pěšec · g4 bílý pěšec · d3 černý jezdec · f3 bílý pěšec · d2 bílý pěšec · h1 bílý dáma | c8 bílý jezdec · g8 bílý střelec · a5 bílý král · h5 bílý věž · a4 bílý věž · b4 černý pěšec · d4 černý král · f4 černý pěšec · g4 bílý pěšec · d3 černý jezdec · f3 bílý pěšec · d2 bílý pěšec · h1 bílý dáma | c8 bílý jezdec · g8 bílý střelec · a5 bílý král · h5 bílý věž · a4 bílý věž · b4 černý pěšec · d4 černý král · f4 černý pěšec · g4 bílý pěšec · d3 černý jezdec · f3 bílý pěšec · d2 bílý pěšec · h1 bílý dáma | c8 bílý jezdec · g8 bílý střelec · a5 bílý král · h5 bílý věž · a4 bílý věž · b4 černý pěšec · d4 černý král · f4 černý pěšec · g4 bílý pěšec · d3 černý jezdec · f3 bílý pěšec · d2 bílý pěšec · h1 bílý dáma | c8 bílý jezdec · g8 bílý střelec · a5 bílý král · h5 bílý věž · a4 bílý věž · b4 černý pěšec · d4 černý král · f4 černý pěšec · g4 bílý pěšec · d3 černý jezdec · f3 bílý pěšec · d2 bílý pěšec · h1 bílý dáma | c8 bílý jezdec · g8 bílý střelec · a5 bílý král · h5 bílý věž · a4 bílý věž · b4 černý pěšec · d4 černý král · f4 černý pěšec · g4 bílý pěšec · d3 černý jezdec · f3 bílý pěšec · d2 bílý pěšec · h1 bílý dáma | c8 bílý jezdec · g8 bílý střelec · a5 bílý král · h5 bílý věž · a4 bílý věž · b4 černý pěšec · d4 černý král · f4 černý pěšec · g4 bílý pěšec · d3 černý jezdec · f3 bílý pěšec · d2 bílý pěšec · h1 bílý dáma | 5 |
| 4 | c8 bílý jezdec · g8 bílý střelec · a5 bílý král · h5 bílý věž · a4 bílý věž · b4 černý pěšec · d4 černý král · f4 černý pěšec · g4 bílý pěšec · d3 černý jezdec · f3 bílý pěšec · d2 bílý pěšec · h1 bílý dáma | c8 bílý jezdec · g8 bílý střelec · a5 bílý král · h5 bílý věž · a4 bílý věž · b4 černý pěšec · d4 černý král · f4 černý pěšec · g4 bílý pěšec · d3 černý jezdec · f3 bílý pěšec · d2 bílý pěšec · h1 bílý dáma | c8 bílý jezdec · g8 bílý střelec · a5 bílý král · h5 bílý věž · a4 bílý věž · b4 černý pěšec · d4 černý král · f4 černý pěšec · g4 bílý pěšec · d3 černý jezdec · f3 bílý pěšec · d2 bílý pěšec · h1 bílý dáma | c8 bílý jezdec · g8 bílý střelec · a5 bílý král · h5 bílý věž · a4 bílý věž · b4 černý pěšec · d4 černý král · f4 černý pěšec · g4 bílý pěšec · d3 černý jezdec · f3 bílý pěšec · d2 bílý pěšec · h1 bílý dáma | c8 bílý jezdec · g8 bílý střelec · a5 bílý král · h5 bílý věž · a4 bílý věž · b4 černý pěšec · d4 černý král · f4 černý pěšec · g4 bílý pěšec · d3 černý jezdec · f3 bílý pěšec · d2 bílý pěšec · h1 bílý dáma | c8 bílý jezdec · g8 bílý střelec · a5 bílý král · h5 bílý věž · a4 bílý věž · b4 černý pěšec · d4 černý král · f4 černý pěšec · g4 bílý pěšec · d3 černý jezdec · f3 bílý pěšec · d2 bílý pěšec · h1 bílý dáma | c8 bílý jezdec · g8 bílý střelec · a5 bílý král · h5 bílý věž · a4 bílý věž · b4 černý pěšec · d4 černý král · f4 černý pěšec · g4 bílý pěšec · d3 černý jezdec · f3 bílý pěšec · d2 bílý pěšec · h1 bílý dáma | c8 bílý jezdec · g8 bílý střelec · a5 bílý král · h5 bílý věž · a4 bílý věž · b4 černý pěšec · d4 černý král · f4 černý pěšec · g4 bílý pěšec · d3 černý jezdec · f3 bílý pěšec · d2 bílý pěšec · h1 bílý dáma | 4 |
| 3 | c8 bílý jezdec · g8 bílý střelec · a5 bílý král · h5 bílý věž · a4 bílý věž · b4 černý pěšec · d4 černý král · f4 černý pěšec · g4 bílý pěšec · d3 černý jezdec · f3 bílý pěšec · d2 bílý pěšec · h1 bílý dáma | c8 bílý jezdec · g8 bílý střelec · a5 bílý král · h5 bílý věž · a4 bílý věž · b4 černý pěšec · d4 černý král · f4 černý pěšec · g4 bílý pěšec · d3 černý jezdec · f3 bílý pěšec · d2 bílý pěšec · h1 bílý dáma | c8 bílý jezdec · g8 bílý střelec · a5 bílý král · h5 bílý věž · a4 bílý věž · b4 černý pěšec · d4 černý král · f4 černý pěšec · g4 bílý pěšec · d3 černý jezdec · f3 bílý pěšec · d2 bílý pěšec · h1 bílý dáma | c8 bílý jezdec · g8 bílý střelec · a5 bílý král · h5 bílý věž · a4 bílý věž · b4 černý pěšec · d4 černý král · f4 černý pěšec · g4 bílý pěšec · d3 černý jezdec · f3 bílý pěšec · d2 bílý pěšec · h1 bílý dáma | c8 bílý jezdec · g8 bílý střelec · a5 bílý král · h5 bílý věž · a4 bílý věž · b4 černý pěšec · d4 černý král · f4 černý pěšec · g4 bílý pěšec · d3 černý jezdec · f3 bílý pěšec · d2 bílý pěšec · h1 bílý dáma | c8 bílý jezdec · g8 bílý střelec · a5 bílý král · h5 bílý věž · a4 bílý věž · b4 černý pěšec · d4 černý král · f4 černý pěšec · g4 bílý pěšec · d3 černý jezdec · f3 bílý pěšec · d2 bílý pěšec · h1 bílý dáma | c8 bílý jezdec · g8 bílý střelec · a5 bílý král · h5 bílý věž · a4 bílý věž · b4 černý pěšec · d4 černý král · f4 černý pěšec · g4 bílý pěšec · d3 černý jezdec · f3 bílý pěšec · d2 bílý pěšec · h1 bílý dáma | c8 bílý jezdec · g8 bílý střelec · a5 bílý král · h5 bílý věž · a4 bílý věž · b4 černý pěšec · d4 černý král · f4 černý pěšec · g4 bílý pěšec · d3 černý jezdec · f3 bílý pěšec · d2 bílý pěšec · h1 bílý dáma | 3 |
| 2 | c8 bílý jezdec · g8 bílý střelec · a5 bílý král · h5 bílý věž · a4 bílý věž · b4 černý pěšec · d4 černý král · f4 černý pěšec · g4 bílý pěšec · d3 černý jezdec · f3 bílý pěšec · d2 bílý pěšec · h1 bílý dáma | c8 bílý jezdec · g8 bílý střelec · a5 bílý král · h5 bílý věž · a4 bílý věž · b4 černý pěšec · d4 černý král · f4 černý pěšec · g4 bílý pěšec · d3 černý jezdec · f3 bílý pěšec · d2 bílý pěšec · h1 bílý dáma | c8 bílý jezdec · g8 bílý střelec · a5 bílý král · h5 bílý věž · a4 bílý věž · b4 černý pěšec · d4 černý král · f4 černý pěšec · g4 bílý pěšec · d3 černý jezdec · f3 bílý pěšec · d2 bílý pěšec · h1 bílý dáma | c8 bílý jezdec · g8 bílý střelec · a5 bílý král · h5 bílý věž · a4 bílý věž · b4 černý pěšec · d4 černý král · f4 černý pěšec · g4 bílý pěšec · d3 černý jezdec · f3 bílý pěšec · d2 bílý pěšec · h1 bílý dáma | c8 bílý jezdec · g8 bílý střelec · a5 bílý král · h5 bílý věž · a4 bílý věž · b4 černý pěšec · d4 černý král · f4 černý pěšec · g4 bílý pěšec · d3 černý jezdec · f3 bílý pěšec · d2 bílý pěšec · h1 bílý dáma | c8 bílý jezdec · g8 bílý střelec · a5 bílý král · h5 bílý věž · a4 bílý věž · b4 černý pěšec · d4 černý král · f4 černý pěšec · g4 bílý pěšec · d3 černý jezdec · f3 bílý pěšec · d2 bílý pěšec · h1 bílý dáma | c8 bílý jezdec · g8 bílý střelec · a5 bílý král · h5 bílý věž · a4 bílý věž · b4 černý pěšec · d4 černý král · f4 černý pěšec · g4 bílý pěšec · d3 černý jezdec · f3 bílý pěšec · d2 bílý pěšec · h1 bílý dáma | c8 bílý jezdec · g8 bílý střelec · a5 bílý král · h5 bílý věž · a4 bílý věž · b4 černý pěšec · d4 černý král · f4 černý pěšec · g4 bílý pěšec · d3 černý jezdec · f3 bílý pěšec · d2 bílý pěšec · h1 bílý dáma | 2 |
| 1 | c8 bílý jezdec · g8 bílý střelec · a5 bílý král · h5 bílý věž · a4 bílý věž · b4 černý pěšec · d4 černý král · f4 černý pěšec · g4 bílý pěšec · d3 černý jezdec · f3 bílý pěšec · d2 bílý pěšec · h1 bílý dáma | c8 bílý jezdec · g8 bílý střelec · a5 bílý král · h5 bílý věž · a4 bílý věž · b4 černý pěšec · d4 černý král · f4 černý pěšec · g4 bílý pěšec · d3 černý jezdec · f3 bílý pěšec · d2 bílý pěšec · h1 bílý dáma | c8 bílý jezdec · g8 bílý střelec · a5 bílý král · h5 bílý věž · a4 bílý věž · b4 černý pěšec · d4 černý král · f4 černý pěšec · g4 bílý pěšec · d3 černý jezdec · f3 bílý pěšec · d2 bílý pěšec · h1 bílý dáma | c8 bílý jezdec · g8 bílý střelec · a5 bílý král · h5 bílý věž · a4 bílý věž · b4 černý pěšec · d4 černý král · f4 černý pěšec · g4 bílý pěšec · d3 černý jezdec · f3 bílý pěšec · d2 bílý pěšec · h1 bílý dáma | c8 bílý jezdec · g8 bílý střelec · a5 bílý král · h5 bílý věž · a4 bílý věž · b4 černý pěšec · d4 černý král · f4 černý pěšec · g4 bílý pěšec · d3 černý jezdec · f3 bílý pěšec · d2 bílý pěšec · h1 bílý dáma | c8 bílý jezdec · g8 bílý střelec · a5 bílý král · h5 bílý věž · a4 bílý věž · b4 černý pěšec · d4 černý král · f4 černý pěšec · g4 bílý pěšec · d3 černý jezdec · f3 bílý pěšec · d2 bílý pěšec · h1 bílý dáma | c8 bílý jezdec · g8 bílý střelec · a5 bílý král · h5 bílý věž · a4 bílý věž · b4 černý pěšec · d4 černý král · f4 černý pěšec · g4 bílý pěšec · d3 černý jezdec · f3 bílý pěšec · d2 bílý pěšec · h1 bílý dáma | c8 bílý jezdec · g8 bílý střelec · a5 bílý král · h5 bílý věž · a4 bílý věž · b4 černý pěšec · d4 černý král · f4 černý pěšec · g4 bílý pěšec · d3 černý jezdec · f3 bílý pěšec · d2 bílý pěšec · h1 bílý dáma | 1 |
|   | a | b | c | d | e | f | g | h |   |

|   | a | b | c | d | e | f | g | h |   |
| 8 | c8 bílý jezdec · g8 bílý střelec · a5 bílý král · h5 bílý věž · a4 bílý věž · b4 černý pěšec · d4 černý král · f4 černý pěšec · g4 bílý pěšec · d3 černý jezdec · f3 bílý pěšec · d2 bílý pěšec · h1 bílý dáma | c8 bílý jezdec · g8 bílý střelec · a5 bílý král · h5 bílý věž · a4 bílý věž · b4 černý pěšec · d4 černý král · f4 černý pěšec · g4 bílý pěšec · d3 černý jezdec · f3 bílý pěšec · d2 bílý pěšec · h1 bílý dáma | c8 bílý jezdec · g8 bílý střelec · a5 bílý král · h5 bílý věž · a4 bílý věž · b4 černý pěšec · d4 černý král · f4 černý pěšec · g4 bílý pěšec · d3 černý jezdec · f3 bílý pěšec · d2 bílý pěšec · h1 bílý dáma | c8 bílý jezdec · g8 bílý střelec · a5 bílý král · h5 bílý věž · a4 bílý věž · b4 černý pěšec · d4 černý král · f4 černý pěšec · g4 bílý pěšec · d3 černý jezdec · f3 bílý pěšec · d2 bílý pěšec · h1 bílý dáma | c8 bílý jezdec · g8 bílý střelec · a5 bílý král · h5 bílý věž · a4 bílý věž · b4 černý pěšec · d4 černý král · f4 černý pěšec · g4 bílý pěšec · d3 černý jezdec · f3 bílý pěšec · d2 bílý pěšec · h1 bílý dáma | c8 bílý jezdec · g8 bílý střelec · a5 bílý král · h5 bílý věž · a4 bílý věž · b4 černý pěšec · d4 černý král · f4 černý pěšec · g4 bílý pěšec · d3 černý jezdec · f3 bílý pěšec · d2 bílý pěšec · h1 bílý dáma | c8 bílý jezdec · g8 bílý střelec · a5 bílý král · h5 bílý věž · a4 bílý věž · b4 černý pěšec · d4 černý král · f4 černý pěšec · g4 bílý pěšec · d3 černý jezdec · f3 bílý pěšec · d2 bílý pěšec · h1 bílý dáma | c8 bílý jezdec · g8 bílý střelec · a5 bílý král · h5 bílý věž · a4 bílý věž · b4 černý pěšec · d4 černý král · f4 černý pěšec · g4 bílý pěšec · d3 černý jezdec · f3 bílý pěšec · d2 bílý pěšec · h1 bílý dáma | 8 |
| 7 | c8 bílý jezdec · g8 bílý střelec · a5 bílý král · h5 bílý věž · a4 bílý věž · b4 černý pěšec · d4 černý král · f4 černý pěšec · g4 bílý pěšec · d3 černý jezdec · f3 bílý pěšec · d2 bílý pěšec · h1 bílý dáma | c8 bílý jezdec · g8 bílý střelec · a5 bílý král · h5 bílý věž · a4 bílý věž · b4 černý pěšec · d4 černý král · f4 černý pěšec · g4 bílý pěšec · d3 černý jezdec · f3 bílý pěšec · d2 bílý pěšec · h1 bílý dáma | c8 bílý jezdec · g8 bílý střelec · a5 bílý král · h5 bílý věž · a4 bílý věž · b4 černý pěšec · d4 černý král · f4 černý pěšec · g4 bílý pěšec · d3 černý jezdec · f3 bílý pěšec · d2 bílý pěšec · h1 bílý dáma | c8 bílý jezdec · g8 bílý střelec · a5 bílý král · h5 bílý věž · a4 bílý věž · b4 černý pěšec · d4 černý král · f4 černý pěšec · g4 bílý pěšec · d3 černý jezdec · f3 bílý pěšec · d2 bílý pěšec · h1 bílý dáma | c8 bílý jezdec · g8 bílý střelec · a5 bílý král · h5 bílý věž · a4 bílý věž · b4 černý pěšec · d4 černý král · f4 černý pěšec · g4 bílý pěšec · d3 černý jezdec · f3 bílý pěšec · d2 bílý pěšec · h1 bílý dáma | c8 bílý jezdec · g8 bílý střelec · a5 bílý král · h5 bílý věž · a4 bílý věž · b4 černý pěšec · d4 černý král · f4 černý pěšec · g4 bílý pěšec · d3 černý jezdec · f3 bílý pěšec · d2 bílý pěšec · h1 bílý dáma | c8 bílý jezdec · g8 bílý střelec · a5 bílý král · h5 bílý věž · a4 bílý věž · b4 černý pěšec · d4 černý král · f4 černý pěšec · g4 bílý pěšec · d3 černý jezdec · f3 bílý pěšec · d2 bílý pěšec · h1 bílý dáma | c8 bílý jezdec · g8 bílý střelec · a5 bílý král · h5 bílý věž · a4 bílý věž · b4 černý pěšec · d4 černý král · f4 černý pěšec · g4 bílý pěšec · d3 černý jezdec · f3 bílý pěšec · d2 bílý pěšec · h1 bílý dáma | 7 |
| 6 | c8 bílý jezdec · g8 bílý střelec · a5 bílý král · h5 bílý věž · a4 bílý věž · b4 černý pěšec · d4 černý král · f4 černý pěšec · g4 bílý pěšec · d3 černý jezdec · f3 bílý pěšec · d2 bílý pěšec · h1 bílý dáma | c8 bílý jezdec · g8 bílý střelec · a5 bílý král · h5 bílý věž · a4 bílý věž · b4 černý pěšec · d4 černý král · f4 černý pěšec · g4 bílý pěšec · d3 černý jezdec · f3 bílý pěšec · d2 bílý pěšec · h1 bílý dáma | c8 bílý jezdec · g8 bílý střelec · a5 bílý král · h5 bílý věž · a4 bílý věž · b4 černý pěšec · d4 černý král · f4 černý pěšec · g4 bílý pěšec · d3 černý jezdec · f3 bílý pěšec · d2 bílý pěšec · h1 bílý dáma | c8 bílý jezdec · g8 bílý střelec · a5 bílý král · h5 bílý věž · a4 bílý věž · b4 černý pěšec · d4 černý král · f4 černý pěšec · g4 bílý pěšec · d3 černý jezdec · f3 bílý pěšec · d2 bílý pěšec · h1 bílý dáma | c8 bílý jezdec · g8 bílý střelec · a5 bílý král · h5 bílý věž · a4 bílý věž · b4 černý pěšec · d4 černý král · f4 černý pěšec · g4 bílý pěšec · d3 černý jezdec · f3 bílý pěšec · d2 bílý pěšec · h1 bílý dáma | c8 bílý jezdec · g8 bílý střelec · a5 bílý král · h5 bílý věž · a4 bílý věž · b4 černý pěšec · d4 černý král · f4 černý pěšec · g4 bílý pěšec · d3 černý jezdec · f3 bílý pěšec · d2 bílý pěšec · h1 bílý dáma | c8 bílý jezdec · g8 bílý střelec · a5 bílý král · h5 bílý věž · a4 bílý věž · b4 černý pěšec · d4 černý král · f4 černý pěšec · g4 bílý pěšec · d3 černý jezdec · f3 bílý pěšec · d2 bílý pěšec · h1 bílý dáma | c8 bílý jezdec · g8 bílý střelec · a5 bílý král · h5 bílý věž · a4 bílý věž · b4 černý pěšec · d4 černý král · f4 černý pěšec · g4 bílý pěšec · d3 černý jezdec · f3 bílý pěšec · d2 bílý pěšec · h1 bílý dáma | 6 |
| 5 | c8 bílý jezdec · g8 bílý střelec · a5 bílý král · h5 bílý věž · a4 bílý věž · b4 černý pěšec · d4 černý král · f4 černý pěšec · g4 bílý pěšec · d3 černý jezdec · f3 bílý pěšec · d2 bílý pěšec · h1 bílý dáma | c8 bílý jezdec · g8 bílý střelec · a5 bílý král · h5 bílý věž · a4 bílý věž · b4 černý pěšec · d4 černý král · f4 černý pěšec · g4 bílý pěšec · d3 černý jezdec · f3 bílý pěšec · d2 bílý pěšec · h1 bílý dáma | c8 bílý jezdec · g8 bílý střelec · a5 bílý král · h5 bílý věž · a4 bílý věž · b4 černý pěšec · d4 černý král · f4 černý pěšec · g4 bílý pěšec · d3 černý jezdec · f3 bílý pěšec · d2 bílý pěšec · h1 bílý dáma | c8 bílý jezdec · g8 bílý střelec · a5 bílý král · h5 bílý věž · a4 bílý věž · b4 černý pěšec · d4 černý král · f4 černý pěšec · g4 bílý pěšec · d3 černý jezdec · f3 bílý pěšec · d2 bílý pěšec · h1 bílý dáma | c8 bílý jezdec · g8 bílý střelec · a5 bílý král · h5 bílý věž · a4 bílý věž · b4 černý pěšec · d4 černý král · f4 černý pěšec · g4 bílý pěšec · d3 černý jezdec · f3 bílý pěšec · d2 bílý pěšec · h1 bílý dáma | c8 bílý jezdec · g8 bílý střelec · a5 bílý král · h5 bílý věž · a4 bílý věž · b4 černý pěšec · d4 černý král · f4 černý pěšec · g4 bílý pěšec · d3 černý jezdec · f3 bílý pěšec · d2 bílý pěšec · h1 bílý dáma | c8 bílý jezdec · g8 bílý střelec · a5 bílý král · h5 bílý věž · a4 bílý věž · b4 černý pěšec · d4 černý král · f4 černý pěšec · g4 bílý pěšec · d3 černý jezdec · f3 bílý pěšec · d2 bílý pěšec · h1 bílý dáma | c8 bílý jezdec · g8 bílý střelec · a5 bílý král · h5 bílý věž · a4 bílý věž · b4 černý pěšec · d4 černý král · f4 černý pěšec · g4 bílý pěšec · d3 černý jezdec · f3 bílý pěšec · d2 bílý pěšec · h1 bílý dáma | 5 |
| 4 | c8 bílý jezdec · g8 bílý střelec · a5 bílý král · h5 bílý věž · a4 bílý věž · b4 černý pěšec · d4 černý král · f4 černý pěšec · g4 bílý pěšec · d3 černý jezdec · f3 bílý pěšec · d2 bílý pěšec · h1 bílý dáma | c8 bílý jezdec · g8 bílý střelec · a5 bílý král · h5 bílý věž · a4 bílý věž · b4 černý pěšec · d4 černý král · f4 černý pěšec · g4 bílý pěšec · d3 černý jezdec · f3 bílý pěšec · d2 bílý pěšec · h1 bílý dáma | c8 bílý jezdec · g8 bílý střelec · a5 bílý král · h5 bílý věž · a4 bílý věž · b4 černý pěšec · d4 černý král · f4 černý pěšec · g4 bílý pěšec · d3 černý jezdec · f3 bílý pěšec · d2 bílý pěšec · h1 bílý dáma | c8 bílý jezdec · g8 bílý střelec · a5 bílý král · h5 bílý věž · a4 bílý věž · b4 černý pěšec · d4 černý král · f4 černý pěšec · g4 bílý pěšec · d3 černý jezdec · f3 bílý pěšec · d2 bílý pěšec · h1 bílý dáma | c8 bílý jezdec · g8 bílý střelec · a5 bílý král · h5 bílý věž · a4 bílý věž · b4 černý pěšec · d4 černý král · f4 černý pěšec · g4 bílý pěšec · d3 černý jezdec · f3 bílý pěšec · d2 bílý pěšec · h1 bílý dáma | c8 bílý jezdec · g8 bílý střelec · a5 bílý král · h5 bílý věž · a4 bílý věž · b4 černý pěšec · d4 černý král · f4 černý pěšec · g4 bílý pěšec · d3 černý jezdec · f3 bílý pěšec · d2 bílý pěšec · h1 bílý dáma | c8 bílý jezdec · g8 bílý střelec · a5 bílý král · h5 bílý věž · a4 bílý věž · b4 černý pěšec · d4 černý král · f4 černý pěšec · g4 bílý pěšec · d3 černý jezdec · f3 bílý pěšec · d2 bílý pěšec · h1 bílý dáma | c8 bílý jezdec · g8 bílý střelec · a5 bílý král · h5 bílý věž · a4 bílý věž · b4 černý pěšec · d4 černý král · f4 černý pěšec · g4 bílý pěšec · d3 černý jezdec · f3 bílý pěšec · d2 bílý pěšec · h1 bílý dáma | 4 |
| 3 | c8 bílý jezdec · g8 bílý střelec · a5 bílý král · h5 bílý věž · a4 bílý věž · b4 černý pěšec · d4 černý král · f4 černý pěšec · g4 bílý pěšec · d3 černý jezdec · f3 bílý pěšec · d2 bílý pěšec · h1 bílý dáma | c8 bílý jezdec · g8 bílý střelec · a5 bílý král · h5 bílý věž · a4 bílý věž · b4 černý pěšec · d4 černý král · f4 černý pěšec · g4 bílý pěšec · d3 černý jezdec · f3 bílý pěšec · d2 bílý pěšec · h1 bílý dáma | c8 bílý jezdec · g8 bílý střelec · a5 bílý král · h5 bílý věž · a4 bílý věž · b4 černý pěšec · d4 černý král · f4 černý pěšec · g4 bílý pěšec · d3 černý jezdec · f3 bílý pěšec · d2 bílý pěšec · h1 bílý dáma | c8 bílý jezdec · g8 bílý střelec · a5 bílý král · h5 bílý věž · a4 bílý věž · b4 černý pěšec · d4 černý král · f4 černý pěšec · g4 bílý pěšec · d3 černý jezdec · f3 bílý pěšec · d2 bílý pěšec · h1 bílý dáma | c8 bílý jezdec · g8 bílý střelec · a5 bílý král · h5 bílý věž · a4 bílý věž · b4 černý pěšec · d4 černý král · f4 černý pěšec · g4 bílý pěšec · d3 černý jezdec · f3 bílý pěšec · d2 bílý pěšec · h1 bílý dáma | c8 bílý jezdec · g8 bílý střelec · a5 bílý král · h5 bílý věž · a4 bílý věž · b4 černý pěšec · d4 černý král · f4 černý pěšec · g4 bílý pěšec · d3 černý jezdec · f3 bílý pěšec · d2 bílý pěšec · h1 bílý dáma | c8 bílý jezdec · g8 bílý střelec · a5 bílý král · h5 bílý věž · a4 bílý věž · b4 černý pěšec · d4 černý král · f4 černý pěšec · g4 bílý pěšec · d3 černý jezdec · f3 bílý pěšec · d2 bílý pěšec · h1 bílý dáma | c8 bílý jezdec · g8 bílý střelec · a5 bílý král · h5 bílý věž · a4 bílý věž · b4 černý pěšec · d4 černý král · f4 černý pěšec · g4 bílý pěšec · d3 černý jezdec · f3 bílý pěšec · d2 bílý pěšec · h1 bílý dáma | 3 |
| 2 | c8 bílý jezdec · g8 bílý střelec · a5 bílý král · h5 bílý věž · a4 bílý věž · b4 černý pěšec · d4 černý král · f4 černý pěšec · g4 bílý pěšec · d3 černý jezdec · f3 bílý pěšec · d2 bílý pěšec · h1 bílý dáma | c8 bílý jezdec · g8 bílý střelec · a5 bílý král · h5 bílý věž · a4 bílý věž · b4 černý pěšec · d4 černý král · f4 černý pěšec · g4 bílý pěšec · d3 černý jezdec · f3 bílý pěšec · d2 bílý pěšec · h1 bílý dáma | c8 bílý jezdec · g8 bílý střelec · a5 bílý král · h5 bílý věž · a4 bílý věž · b4 černý pěšec · d4 černý král · f4 černý pěšec · g4 bílý pěšec · d3 černý jezdec · f3 bílý pěšec · d2 bílý pěšec · h1 bílý dáma | c8 bílý jezdec · g8 bílý střelec · a5 bílý král · h5 bílý věž · a4 bílý věž · b4 černý pěšec · d4 černý král · f4 černý pěšec · g4 bílý pěšec · d3 černý jezdec · f3 bílý pěšec · d2 bílý pěšec · h1 bílý dáma | c8 bílý jezdec · g8 bílý střelec · a5 bílý král · h5 bílý věž · a4 bílý věž · b4 černý pěšec · d4 černý král · f4 černý pěšec · g4 bílý pěšec · d3 černý jezdec · f3 bílý pěšec · d2 bílý pěšec · h1 bílý dáma | c8 bílý jezdec · g8 bílý střelec · a5 bílý král · h5 bílý věž · a4 bílý věž · b4 černý pěšec · d4 černý král · f4 černý pěšec · g4 bílý pěšec · d3 černý jezdec · f3 bílý pěšec · d2 bílý pěšec · h1 bílý dáma | c8 bílý jezdec · g8 bílý střelec · a5 bílý král · h5 bílý věž · a4 bílý věž · b4 černý pěšec · d4 černý král · f4 černý pěšec · g4 bílý pěšec · d3 černý jezdec · f3 bílý pěšec · d2 bílý pěšec · h1 bílý dáma | c8 bílý jezdec · g8 bílý střelec · a5 bílý král · h5 bílý věž · a4 bílý věž · b4 černý pěšec · d4 černý král · f4 černý pěšec · g4 bílý pěšec · d3 černý jezdec · f3 bílý pěšec · d2 bílý pěšec · h1 bílý dáma | 2 |
| 1 | c8 bílý jezdec · g8 bílý střelec · a5 bílý král · h5 bílý věž · a4 bílý věž · b4 černý pěšec · d4 černý král · f4 černý pěšec · g4 bílý pěšec · d3 černý jezdec · f3 bílý pěšec · d2 bílý pěšec · h1 bílý dáma | c8 bílý jezdec · g8 bílý střelec · a5 bílý král · h5 bílý věž · a4 bílý věž · b4 černý pěšec · d4 černý král · f4 černý pěšec · g4 bílý pěšec · d3 černý jezdec · f3 bílý pěšec · d2 bílý pěšec · h1 bílý dáma | c8 bílý jezdec · g8 bílý střelec · a5 bílý král · h5 bílý věž · a4 bílý věž · b4 černý pěšec · d4 černý král · f4 černý pěšec · g4 bílý pěšec · d3 černý jezdec · f3 bílý pěšec · d2 bílý pěšec · h1 bílý dáma | c8 bílý jezdec · g8 bílý střelec · a5 bílý král · h5 bílý věž · a4 bílý věž · b4 černý pěšec · d4 černý král · f4 černý pěšec · g4 bílý pěšec · d3 černý jezdec · f3 bílý pěšec · d2 bílý pěšec · h1 bílý dáma | c8 bílý jezdec · g8 bílý střelec · a5 bílý král · h5 bílý věž · a4 bílý věž · b4 černý pěšec · d4 černý král · f4 černý pěšec · g4 bílý pěšec · d3 černý jezdec · f3 bílý pěšec · d2 bílý pěšec · h1 bílý dáma | c8 bílý jezdec · g8 bílý střelec · a5 bílý král · h5 bílý věž · a4 bílý věž · b4 černý pěšec · d4 černý král · f4 černý pěšec · g4 bílý pěšec · d3 černý jezdec · f3 bílý pěšec · d2 bílý pěšec · h1 bílý dáma | c8 bílý jezdec · g8 bílý střelec · a5 bílý král · h5 bílý věž · a4 bílý věž · b4 černý pěšec · d4 černý král · f4 černý pěšec · g4 bílý pěšec · d3 černý jezdec · f3 bílý pěšec · d2 bílý pěšec · h1 bílý dáma | c8 bílý jezdec · g8 bílý střelec · a5 bílý král · h5 bílý věž · a4 bílý věž · b4 černý pěšec · d4 černý král · f4 černý pěšec · g4 bílý pěšec · d3 černý jezdec · f3 bílý pěšec · d2 bílý pěšec · h1 bílý dáma | 1 |
|   | a | b | c | d | e | f | g | h |   |

471 Hampshire Telegraph and Post 02/1920
|   | a | b | c | d | e | f | g | h |   |
| 8 | d6 bílý dáma · e5 černý pěšec · f5 černý král · d3 bílý pěšec · h3 bílý král · e2 bílý pěšec · f2 bílý pěšec | d6 bílý dáma · e5 černý pěšec · f5 černý král · d3 bílý pěšec · h3 bílý král · e2 bílý pěšec · f2 bílý pěšec | d6 bílý dáma · e5 černý pěšec · f5 černý král · d3 bílý pěšec · h3 bílý král · e2 bílý pěšec · f2 bílý pěšec | d6 bílý dáma · e5 černý pěšec · f5 černý král · d3 bílý pěšec · h3 bílý král · e2 bílý pěšec · f2 bílý pěšec | d6 bílý dáma · e5 černý pěšec · f5 černý král · d3 bílý pěšec · h3 bílý král · e2 bílý pěšec · f2 bílý pěšec | d6 bílý dáma · e5 černý pěšec · f5 černý král · d3 bílý pěšec · h3 bílý král · e2 bílý pěšec · f2 bílý pěšec | d6 bílý dáma · e5 černý pěšec · f5 černý král · d3 bílý pěšec · h3 bílý král · e2 bílý pěšec · f2 bílý pěšec | d6 bílý dáma · e5 černý pěšec · f5 černý král · d3 bílý pěšec · h3 bílý král · e2 bílý pěšec · f2 bílý pěšec | 8 |
| 7 | d6 bílý dáma · e5 černý pěšec · f5 černý král · d3 bílý pěšec · h3 bílý král · e2 bílý pěšec · f2 bílý pěšec | d6 bílý dáma · e5 černý pěšec · f5 černý král · d3 bílý pěšec · h3 bílý král · e2 bílý pěšec · f2 bílý pěšec | d6 bílý dáma · e5 černý pěšec · f5 černý král · d3 bílý pěšec · h3 bílý král · e2 bílý pěšec · f2 bílý pěšec | d6 bílý dáma · e5 černý pěšec · f5 černý král · d3 bílý pěšec · h3 bílý král · e2 bílý pěšec · f2 bílý pěšec | d6 bílý dáma · e5 černý pěšec · f5 černý král · d3 bílý pěšec · h3 bílý král · e2 bílý pěšec · f2 bílý pěšec | d6 bílý dáma · e5 černý pěšec · f5 černý král · d3 bílý pěšec · h3 bílý král · e2 bílý pěšec · f2 bílý pěšec | d6 bílý dáma · e5 černý pěšec · f5 černý král · d3 bílý pěšec · h3 bílý král · e2 bílý pěšec · f2 bílý pěšec | d6 bílý dáma · e5 černý pěšec · f5 černý král · d3 bílý pěšec · h3 bílý král · e2 bílý pěšec · f2 bílý pěšec | 7 |
| 6 | d6 bílý dáma · e5 černý pěšec · f5 černý král · d3 bílý pěšec · h3 bílý král · e2 bílý pěšec · f2 bílý pěšec | d6 bílý dáma · e5 černý pěšec · f5 černý král · d3 bílý pěšec · h3 bílý král · e2 bílý pěšec · f2 bílý pěšec | d6 bílý dáma · e5 černý pěšec · f5 černý král · d3 bílý pěšec · h3 bílý král · e2 bílý pěšec · f2 bílý pěšec | d6 bílý dáma · e5 černý pěšec · f5 černý král · d3 bílý pěšec · h3 bílý král · e2 bílý pěšec · f2 bílý pěšec | d6 bílý dáma · e5 černý pěšec · f5 černý král · d3 bílý pěšec · h3 bílý král · e2 bílý pěšec · f2 bílý pěšec | d6 bílý dáma · e5 černý pěšec · f5 černý král · d3 bílý pěšec · h3 bílý král · e2 bílý pěšec · f2 bílý pěšec | d6 bílý dáma · e5 černý pěšec · f5 černý král · d3 bílý pěšec · h3 bílý král · e2 bílý pěšec · f2 bílý pěšec | d6 bílý dáma · e5 černý pěšec · f5 černý král · d3 bílý pěšec · h3 bílý král · e2 bílý pěšec · f2 bílý pěšec | 6 |
| 5 | d6 bílý dáma · e5 černý pěšec · f5 černý král · d3 bílý pěšec · h3 bílý král · e2 bílý pěšec · f2 bílý pěšec | d6 bílý dáma · e5 černý pěšec · f5 černý král · d3 bílý pěšec · h3 bílý král · e2 bílý pěšec · f2 bílý pěšec | d6 bílý dáma · e5 černý pěšec · f5 černý král · d3 bílý pěšec · h3 bílý král · e2 bílý pěšec · f2 bílý pěšec | d6 bílý dáma · e5 černý pěšec · f5 černý král · d3 bílý pěšec · h3 bílý král · e2 bílý pěšec · f2 bílý pěšec | d6 bílý dáma · e5 černý pěšec · f5 černý král · d3 bílý pěšec · h3 bílý král · e2 bílý pěšec · f2 bílý pěšec | d6 bílý dáma · e5 černý pěšec · f5 černý král · d3 bílý pěšec · h3 bílý král · e2 bílý pěšec · f2 bílý pěšec | d6 bílý dáma · e5 černý pěšec · f5 černý král · d3 bílý pěšec · h3 bílý král · e2 bílý pěšec · f2 bílý pěšec | d6 bílý dáma · e5 černý pěšec · f5 černý král · d3 bílý pěšec · h3 bílý král · e2 bílý pěšec · f2 bílý pěšec | 5 |
| 4 | d6 bílý dáma · e5 černý pěšec · f5 černý král · d3 bílý pěšec · h3 bílý král · e2 bílý pěšec · f2 bílý pěšec | d6 bílý dáma · e5 černý pěšec · f5 černý král · d3 bílý pěšec · h3 bílý král · e2 bílý pěšec · f2 bílý pěšec | d6 bílý dáma · e5 černý pěšec · f5 černý král · d3 bílý pěšec · h3 bílý král · e2 bílý pěšec · f2 bílý pěšec | d6 bílý dáma · e5 černý pěšec · f5 černý král · d3 bílý pěšec · h3 bílý král · e2 bílý pěšec · f2 bílý pěšec | d6 bílý dáma · e5 černý pěšec · f5 černý král · d3 bílý pěšec · h3 bílý král · e2 bílý pěšec · f2 bílý pěšec | d6 bílý dáma · e5 černý pěšec · f5 černý král · d3 bílý pěšec · h3 bílý král · e2 bílý pěšec · f2 bílý pěšec | d6 bílý dáma · e5 černý pěšec · f5 černý král · d3 bílý pěšec · h3 bílý král · e2 bílý pěšec · f2 bílý pěšec | d6 bílý dáma · e5 černý pěšec · f5 černý král · d3 bílý pěšec · h3 bílý král · e2 bílý pěšec · f2 bílý pěšec | 4 |
| 3 | d6 bílý dáma · e5 černý pěšec · f5 černý král · d3 bílý pěšec · h3 bílý král · e2 bílý pěšec · f2 bílý pěšec | d6 bílý dáma · e5 černý pěšec · f5 černý král · d3 bílý pěšec · h3 bílý král · e2 bílý pěšec · f2 bílý pěšec | d6 bílý dáma · e5 černý pěšec · f5 černý král · d3 bílý pěšec · h3 bílý král · e2 bílý pěšec · f2 bílý pěšec | d6 bílý dáma · e5 černý pěšec · f5 černý král · d3 bílý pěšec · h3 bílý král · e2 bílý pěšec · f2 bílý pěšec | d6 bílý dáma · e5 černý pěšec · f5 černý král · d3 bílý pěšec · h3 bílý král · e2 bílý pěšec · f2 bílý pěšec | d6 bílý dáma · e5 černý pěšec · f5 černý král · d3 bílý pěšec · h3 bílý král · e2 bílý pěšec · f2 bílý pěšec | d6 bílý dáma · e5 černý pěšec · f5 černý král · d3 bílý pěšec · h3 bílý král · e2 bílý pěšec · f2 bílý pěšec | d6 bílý dáma · e5 černý pěšec · f5 černý král · d3 bílý pěšec · h3 bílý král · e2 bílý pěšec · f2 bílý pěšec | 3 |
| 2 | d6 bílý dáma · e5 černý pěšec · f5 černý král · d3 bílý pěšec · h3 bílý král · e2 bílý pěšec · f2 bílý pěšec | d6 bílý dáma · e5 černý pěšec · f5 černý král · d3 bílý pěšec · h3 bílý král · e2 bílý pěšec · f2 bílý pěšec | d6 bílý dáma · e5 černý pěšec · f5 černý král · d3 bílý pěšec · h3 bílý král · e2 bílý pěšec · f2 bílý pěšec | d6 bílý dáma · e5 černý pěšec · f5 černý král · d3 bílý pěšec · h3 bílý král · e2 bílý pěšec · f2 bílý pěšec | d6 bílý dáma · e5 černý pěšec · f5 černý král · d3 bílý pěšec · h3 bílý král · e2 bílý pěšec · f2 bílý pěšec | d6 bílý dáma · e5 černý pěšec · f5 černý král · d3 bílý pěšec · h3 bílý král · e2 bílý pěšec · f2 bílý pěšec | d6 bílý dáma · e5 černý pěšec · f5 černý král · d3 bílý pěšec · h3 bílý král · e2 bílý pěšec · f2 bílý pěšec | d6 bílý dáma · e5 černý pěšec · f5 černý král · d3 bílý pěšec · h3 bílý král · e2 bílý pěšec · f2 bílý pěšec | 2 |
| 1 | d6 bílý dáma · e5 černý pěšec · f5 černý král · d3 bílý pěšec · h3 bílý král · e2 bílý pěšec · f2 bílý pěšec | d6 bílý dáma · e5 černý pěšec · f5 černý král · d3 bílý pěšec · h3 bílý král · e2 bílý pěšec · f2 bílý pěšec | d6 bílý dáma · e5 černý pěšec · f5 černý král · d3 bílý pěšec · h3 bílý král · e2 bílý pěšec · f2 bílý pěšec | d6 bílý dáma · e5 černý pěšec · f5 černý král · d3 bílý pěšec · h3 bílý král · e2 bílý pěšec · f2 bílý pěšec | d6 bílý dáma · e5 černý pěšec · f5 černý král · d3 bílý pěšec · h3 bílý král · e2 bílý pěšec · f2 bílý pěšec | d6 bílý dáma · e5 černý pěšec · f5 černý král · d3 bílý pěšec · h3 bílý král · e2 bílý pěšec · f2 bílý pěšec | d6 bílý dáma · e5 černý pěšec · f5 černý král · d3 bílý pěšec · h3 bílý král · e2 bílý pěšec · f2 bílý pěšec | d6 bílý dáma · e5 černý pěšec · f5 černý král · d3 bílý pěšec · h3 bílý král · e2 bílý pěšec · f2 bílý pěšec | 1 |
|   | a | b | c | d | e | f | g | h |   |

úloha č. 50 Problems & Puzzles
|   | a | b | c | d | e | f | g | h |   |
| 8 | c6 bílý dáma · d5 černý pěšec · e5 černý král · c3 bílý pěšec · g3 bílý král · d2 bílý pěšec · e2 bílý pěšec | c6 bílý dáma · d5 černý pěšec · e5 černý král · c3 bílý pěšec · g3 bílý král · d2 bílý pěšec · e2 bílý pěšec | c6 bílý dáma · d5 černý pěšec · e5 černý král · c3 bílý pěšec · g3 bílý král · d2 bílý pěšec · e2 bílý pěšec | c6 bílý dáma · d5 černý pěšec · e5 černý král · c3 bílý pěšec · g3 bílý král · d2 bílý pěšec · e2 bílý pěšec | c6 bílý dáma · d5 černý pěšec · e5 černý král · c3 bílý pěšec · g3 bílý král · d2 bílý pěšec · e2 bílý pěšec | c6 bílý dáma · d5 černý pěšec · e5 černý král · c3 bílý pěšec · g3 bílý král · d2 bílý pěšec · e2 bílý pěšec | c6 bílý dáma · d5 černý pěšec · e5 černý král · c3 bílý pěšec · g3 bílý král · d2 bílý pěšec · e2 bílý pěšec | c6 bílý dáma · d5 černý pěšec · e5 černý král · c3 bílý pěšec · g3 bílý král · d2 bílý pěšec · e2 bílý pěšec | 8 |
| 7 | c6 bílý dáma · d5 černý pěšec · e5 černý král · c3 bílý pěšec · g3 bílý král · d2 bílý pěšec · e2 bílý pěšec | c6 bílý dáma · d5 černý pěšec · e5 černý král · c3 bílý pěšec · g3 bílý král · d2 bílý pěšec · e2 bílý pěšec | c6 bílý dáma · d5 černý pěšec · e5 černý král · c3 bílý pěšec · g3 bílý král · d2 bílý pěšec · e2 bílý pěšec | c6 bílý dáma · d5 černý pěšec · e5 černý král · c3 bílý pěšec · g3 bílý král · d2 bílý pěšec · e2 bílý pěšec | c6 bílý dáma · d5 černý pěšec · e5 černý král · c3 bílý pěšec · g3 bílý král · d2 bílý pěšec · e2 bílý pěšec | c6 bílý dáma · d5 černý pěšec · e5 černý král · c3 bílý pěšec · g3 bílý král · d2 bílý pěšec · e2 bílý pěšec | c6 bílý dáma · d5 černý pěšec · e5 černý král · c3 bílý pěšec · g3 bílý král · d2 bílý pěšec · e2 bílý pěšec | c6 bílý dáma · d5 černý pěšec · e5 černý král · c3 bílý pěšec · g3 bílý král · d2 bílý pěšec · e2 bílý pěšec | 7 |
| 6 | c6 bílý dáma · d5 černý pěšec · e5 černý král · c3 bílý pěšec · g3 bílý král · d2 bílý pěšec · e2 bílý pěšec | c6 bílý dáma · d5 černý pěšec · e5 černý král · c3 bílý pěšec · g3 bílý král · d2 bílý pěšec · e2 bílý pěšec | c6 bílý dáma · d5 černý pěšec · e5 černý král · c3 bílý pěšec · g3 bílý král · d2 bílý pěšec · e2 bílý pěšec | c6 bílý dáma · d5 černý pěšec · e5 černý král · c3 bílý pěšec · g3 bílý král · d2 bílý pěšec · e2 bílý pěšec | c6 bílý dáma · d5 černý pěšec · e5 černý král · c3 bílý pěšec · g3 bílý král · d2 bílý pěšec · e2 bílý pěšec | c6 bílý dáma · d5 černý pěšec · e5 černý král · c3 bílý pěšec · g3 bílý král · d2 bílý pěšec · e2 bílý pěšec | c6 bílý dáma · d5 černý pěšec · e5 černý král · c3 bílý pěšec · g3 bílý král · d2 bílý pěšec · e2 bílý pěšec | c6 bílý dáma · d5 černý pěšec · e5 černý král · c3 bílý pěšec · g3 bílý král · d2 bílý pěšec · e2 bílý pěšec | 6 |
| 5 | c6 bílý dáma · d5 černý pěšec · e5 černý král · c3 bílý pěšec · g3 bílý král · d2 bílý pěšec · e2 bílý pěšec | c6 bílý dáma · d5 černý pěšec · e5 černý král · c3 bílý pěšec · g3 bílý král · d2 bílý pěšec · e2 bílý pěšec | c6 bílý dáma · d5 černý pěšec · e5 černý král · c3 bílý pěšec · g3 bílý král · d2 bílý pěšec · e2 bílý pěšec | c6 bílý dáma · d5 černý pěšec · e5 černý král · c3 bílý pěšec · g3 bílý král · d2 bílý pěšec · e2 bílý pěšec | c6 bílý dáma · d5 černý pěšec · e5 černý král · c3 bílý pěšec · g3 bílý král · d2 bílý pěšec · e2 bílý pěšec | c6 bílý dáma · d5 černý pěšec · e5 černý král · c3 bílý pěšec · g3 bílý král · d2 bílý pěšec · e2 bílý pěšec | c6 bílý dáma · d5 černý pěšec · e5 černý král · c3 bílý pěšec · g3 bílý král · d2 bílý pěšec · e2 bílý pěšec | c6 bílý dáma · d5 černý pěšec · e5 černý král · c3 bílý pěšec · g3 bílý král · d2 bílý pěšec · e2 bílý pěšec | 5 |
| 4 | c6 bílý dáma · d5 černý pěšec · e5 černý král · c3 bílý pěšec · g3 bílý král · d2 bílý pěšec · e2 bílý pěšec | c6 bílý dáma · d5 černý pěšec · e5 černý král · c3 bílý pěšec · g3 bílý král · d2 bílý pěšec · e2 bílý pěšec | c6 bílý dáma · d5 černý pěšec · e5 černý král · c3 bílý pěšec · g3 bílý král · d2 bílý pěšec · e2 bílý pěšec | c6 bílý dáma · d5 černý pěšec · e5 černý král · c3 bílý pěšec · g3 bílý král · d2 bílý pěšec · e2 bílý pěšec | c6 bílý dáma · d5 černý pěšec · e5 černý král · c3 bílý pěšec · g3 bílý král · d2 bílý pěšec · e2 bílý pěšec | c6 bílý dáma · d5 černý pěšec · e5 černý král · c3 bílý pěšec · g3 bílý král · d2 bílý pěšec · e2 bílý pěšec | c6 bílý dáma · d5 černý pěšec · e5 černý král · c3 bílý pěšec · g3 bílý král · d2 bílý pěšec · e2 bílý pěšec | c6 bílý dáma · d5 černý pěšec · e5 černý král · c3 bílý pěšec · g3 bílý král · d2 bílý pěšec · e2 bílý pěšec | 4 |
| 3 | c6 bílý dáma · d5 černý pěšec · e5 černý král · c3 bílý pěšec · g3 bílý král · d2 bílý pěšec · e2 bílý pěšec | c6 bílý dáma · d5 černý pěšec · e5 černý král · c3 bílý pěšec · g3 bílý král · d2 bílý pěšec · e2 bílý pěšec | c6 bílý dáma · d5 černý pěšec · e5 černý král · c3 bílý pěšec · g3 bílý král · d2 bílý pěšec · e2 bílý pěšec | c6 bílý dáma · d5 černý pěšec · e5 černý král · c3 bílý pěšec · g3 bílý král · d2 bílý pěšec · e2 bílý pěšec | c6 bílý dáma · d5 černý pěšec · e5 černý král · c3 bílý pěšec · g3 bílý král · d2 bílý pěšec · e2 bílý pěšec | c6 bílý dáma · d5 černý pěšec · e5 černý král · c3 bílý pěšec · g3 bílý král · d2 bílý pěšec · e2 bílý pěšec | c6 bílý dáma · d5 černý pěšec · e5 černý král · c3 bílý pěšec · g3 bílý král · d2 bílý pěšec · e2 bílý pěšec | c6 bílý dáma · d5 černý pěšec · e5 černý král · c3 bílý pěšec · g3 bílý král · d2 bílý pěšec · e2 bílý pěšec | 3 |
| 2 | c6 bílý dáma · d5 černý pěšec · e5 černý král · c3 bílý pěšec · g3 bílý král · d2 bílý pěšec · e2 bílý pěšec | c6 bílý dáma · d5 černý pěšec · e5 černý král · c3 bílý pěšec · g3 bílý král · d2 bílý pěšec · e2 bílý pěšec | c6 bílý dáma · d5 černý pěšec · e5 černý král · c3 bílý pěšec · g3 bílý král · d2 bílý pěšec · e2 bílý pěšec | c6 bílý dáma · d5 černý pěšec · e5 černý král · c3 bílý pěšec · g3 bílý král · d2 bílý pěšec · e2 bílý pěšec | c6 bílý dáma · d5 černý pěšec · e5 černý král · c3 bílý pěšec · g3 bílý král · d2 bílý pěšec · e2 bílý pěšec | c6 bílý dáma · d5 černý pěšec · e5 černý král · c3 bílý pěšec · g3 bílý král · d2 bílý pěšec · e2 bílý pěšec | c6 bílý dáma · d5 černý pěšec · e5 černý král · c3 bílý pěšec · g3 bílý král · d2 bílý pěšec · e2 bílý pěšec | c6 bílý dáma · d5 černý pěšec · e5 černý král · c3 bílý pěšec · g3 bílý král · d2 bílý pěšec · e2 bílý pěšec | 2 |
| 1 | c6 bílý dáma · d5 černý pěšec · e5 černý král · c3 bílý pěšec · g3 bílý král · d2 bílý pěšec · e2 bílý pěšec | c6 bílý dáma · d5 černý pěšec · e5 černý král · c3 bílý pěšec · g3 bílý král · d2 bílý pěšec · e2 bílý pěšec | c6 bílý dáma · d5 černý pěšec · e5 černý král · c3 bílý pěšec · g3 bílý král · d2 bílý pěšec · e2 bílý pěšec | c6 bílý dáma · d5 černý pěšec · e5 černý král · c3 bílý pěšec · g3 bílý král · d2 bílý pěšec · e2 bílý pěšec | c6 bílý dáma · d5 černý pěšec · e5 černý král · c3 bílý pěšec · g3 bílý král · d2 bílý pěšec · e2 bílý pěšec | c6 bílý dáma · d5 černý pěšec · e5 černý král · c3 bílý pěšec · g3 bílý král · d2 bílý pěšec · e2 bílý pěšec | c6 bílý dáma · d5 černý pěšec · e5 černý král · c3 bílý pěšec · g3 bílý král · d2 bílý pěšec · e2 bílý pěšec | c6 bílý dáma · d5 černý pěšec · e5 černý král · c3 bílý pěšec · g3 bílý král · d2 bílý pěšec · e2 bílý pěšec | 1 |
|   | a | b | c | d | e | f | g | h |   |

Jiné úlohy obsahující pěšce posunul o sloupec.

La Strategie, 1907

San Francisco Chronicle, 1922 
|   | a | b | c | d | e | f | g | h |   |
| 8 | c7 bílý dáma · g7 černý pěšec · f3 bílý král · d2 černý pěšec · e2 bílý věž · d1 černý král · e1 černý střelec | c7 bílý dáma · g7 černý pěšec · f3 bílý král · d2 černý pěšec · e2 bílý věž · d1 černý král · e1 černý střelec | c7 bílý dáma · g7 černý pěšec · f3 bílý král · d2 černý pěšec · e2 bílý věž · d1 černý král · e1 černý střelec | c7 bílý dáma · g7 černý pěšec · f3 bílý král · d2 černý pěšec · e2 bílý věž · d1 černý král · e1 černý střelec | c7 bílý dáma · g7 černý pěšec · f3 bílý král · d2 černý pěšec · e2 bílý věž · d1 černý král · e1 černý střelec | c7 bílý dáma · g7 černý pěšec · f3 bílý král · d2 černý pěšec · e2 bílý věž · d1 černý král · e1 černý střelec | c7 bílý dáma · g7 černý pěšec · f3 bílý král · d2 černý pěšec · e2 bílý věž · d1 černý král · e1 černý střelec | c7 bílý dáma · g7 černý pěšec · f3 bílý král · d2 černý pěšec · e2 bílý věž · d1 černý král · e1 černý střelec | 8 |
| 7 | c7 bílý dáma · g7 černý pěšec · f3 bílý král · d2 černý pěšec · e2 bílý věž · d1 černý král · e1 černý střelec | c7 bílý dáma · g7 černý pěšec · f3 bílý král · d2 černý pěšec · e2 bílý věž · d1 černý král · e1 černý střelec | c7 bílý dáma · g7 černý pěšec · f3 bílý král · d2 černý pěšec · e2 bílý věž · d1 černý král · e1 černý střelec | c7 bílý dáma · g7 černý pěšec · f3 bílý král · d2 černý pěšec · e2 bílý věž · d1 černý král · e1 černý střelec | c7 bílý dáma · g7 černý pěšec · f3 bílý král · d2 černý pěšec · e2 bílý věž · d1 černý král · e1 černý střelec | c7 bílý dáma · g7 černý pěšec · f3 bílý král · d2 černý pěšec · e2 bílý věž · d1 černý král · e1 černý střelec | c7 bílý dáma · g7 černý pěšec · f3 bílý král · d2 černý pěšec · e2 bílý věž · d1 černý král · e1 černý střelec | c7 bílý dáma · g7 černý pěšec · f3 bílý král · d2 černý pěšec · e2 bílý věž · d1 černý král · e1 černý střelec | 7 |
| 6 | c7 bílý dáma · g7 černý pěšec · f3 bílý král · d2 černý pěšec · e2 bílý věž · d1 černý král · e1 černý střelec | c7 bílý dáma · g7 černý pěšec · f3 bílý král · d2 černý pěšec · e2 bílý věž · d1 černý král · e1 černý střelec | c7 bílý dáma · g7 černý pěšec · f3 bílý král · d2 černý pěšec · e2 bílý věž · d1 černý král · e1 černý střelec | c7 bílý dáma · g7 černý pěšec · f3 bílý král · d2 černý pěšec · e2 bílý věž · d1 černý král · e1 černý střelec | c7 bílý dáma · g7 černý pěšec · f3 bílý král · d2 černý pěšec · e2 bílý věž · d1 černý král · e1 černý střelec | c7 bílý dáma · g7 černý pěšec · f3 bílý král · d2 černý pěšec · e2 bílý věž · d1 černý král · e1 černý střelec | c7 bílý dáma · g7 černý pěšec · f3 bílý král · d2 černý pěšec · e2 bílý věž · d1 černý král · e1 černý střelec | c7 bílý dáma · g7 černý pěšec · f3 bílý král · d2 černý pěšec · e2 bílý věž · d1 černý král · e1 černý střelec | 6 |
| 5 | c7 bílý dáma · g7 černý pěšec · f3 bílý král · d2 černý pěšec · e2 bílý věž · d1 černý král · e1 černý střelec | c7 bílý dáma · g7 černý pěšec · f3 bílý král · d2 černý pěšec · e2 bílý věž · d1 černý král · e1 černý střelec | c7 bílý dáma · g7 černý pěšec · f3 bílý král · d2 černý pěšec · e2 bílý věž · d1 černý král · e1 černý střelec | c7 bílý dáma · g7 černý pěšec · f3 bílý král · d2 černý pěšec · e2 bílý věž · d1 černý král · e1 černý střelec | c7 bílý dáma · g7 černý pěšec · f3 bílý král · d2 černý pěšec · e2 bílý věž · d1 černý král · e1 černý střelec | c7 bílý dáma · g7 černý pěšec · f3 bílý král · d2 černý pěšec · e2 bílý věž · d1 černý král · e1 černý střelec | c7 bílý dáma · g7 černý pěšec · f3 bílý král · d2 černý pěšec · e2 bílý věž · d1 černý král · e1 černý střelec | c7 bílý dáma · g7 černý pěšec · f3 bílý král · d2 černý pěšec · e2 bílý věž · d1 černý král · e1 černý střelec | 5 |
| 4 | c7 bílý dáma · g7 černý pěšec · f3 bílý král · d2 černý pěšec · e2 bílý věž · d1 černý král · e1 černý střelec | c7 bílý dáma · g7 černý pěšec · f3 bílý král · d2 černý pěšec · e2 bílý věž · d1 černý král · e1 černý střelec | c7 bílý dáma · g7 černý pěšec · f3 bílý král · d2 černý pěšec · e2 bílý věž · d1 černý král · e1 černý střelec | c7 bílý dáma · g7 černý pěšec · f3 bílý král · d2 černý pěšec · e2 bílý věž · d1 černý král · e1 černý střelec | c7 bílý dáma · g7 černý pěšec · f3 bílý král · d2 černý pěšec · e2 bílý věž · d1 černý král · e1 černý střelec | c7 bílý dáma · g7 černý pěšec · f3 bílý král · d2 černý pěšec · e2 bílý věž · d1 černý král · e1 černý střelec | c7 bílý dáma · g7 černý pěšec · f3 bílý král · d2 černý pěšec · e2 bílý věž · d1 černý král · e1 černý střelec | c7 bílý dáma · g7 černý pěšec · f3 bílý král · d2 černý pěšec · e2 bílý věž · d1 černý král · e1 černý střelec | 4 |
| 3 | c7 bílý dáma · g7 černý pěšec · f3 bílý král · d2 černý pěšec · e2 bílý věž · d1 černý král · e1 černý střelec | c7 bílý dáma · g7 černý pěšec · f3 bílý král · d2 černý pěšec · e2 bílý věž · d1 černý král · e1 černý střelec | c7 bílý dáma · g7 černý pěšec · f3 bílý král · d2 černý pěšec · e2 bílý věž · d1 černý král · e1 černý střelec | c7 bílý dáma · g7 černý pěšec · f3 bílý král · d2 černý pěšec · e2 bílý věž · d1 černý král · e1 černý střelec | c7 bílý dáma · g7 černý pěšec · f3 bílý král · d2 černý pěšec · e2 bílý věž · d1 černý král · e1 černý střelec | c7 bílý dáma · g7 černý pěšec · f3 bílý král · d2 černý pěšec · e2 bílý věž · d1 černý král · e1 černý střelec | c7 bílý dáma · g7 černý pěšec · f3 bílý král · d2 černý pěšec · e2 bílý věž · d1 černý král · e1 černý střelec | c7 bílý dáma · g7 černý pěšec · f3 bílý král · d2 černý pěšec · e2 bílý věž · d1 černý král · e1 černý střelec | 3 |
| 2 | c7 bílý dáma · g7 černý pěšec · f3 bílý král · d2 černý pěšec · e2 bílý věž · d1 černý král · e1 černý střelec | c7 bílý dáma · g7 černý pěšec · f3 bílý král · d2 černý pěšec · e2 bílý věž · d1 černý král · e1 černý střelec | c7 bílý dáma · g7 černý pěšec · f3 bílý král · d2 černý pěšec · e2 bílý věž · d1 černý král · e1 černý střelec | c7 bílý dáma · g7 černý pěšec · f3 bílý král · d2 černý pěšec · e2 bílý věž · d1 černý král · e1 černý střelec | c7 bílý dáma · g7 černý pěšec · f3 bílý král · d2 černý pěšec · e2 bílý věž · d1 černý král · e1 černý střelec | c7 bílý dáma · g7 černý pěšec · f3 bílý král · d2 černý pěšec · e2 bílý věž · d1 černý král · e1 černý střelec | c7 bílý dáma · g7 černý pěšec · f3 bílý král · d2 černý pěšec · e2 bílý věž · d1 černý král · e1 černý střelec | c7 bílý dáma · g7 černý pěšec · f3 bílý král · d2 černý pěšec · e2 bílý věž · d1 černý král · e1 černý střelec | 2 |
| 1 | c7 bílý dáma · g7 černý pěšec · f3 bílý král · d2 černý pěšec · e2 bílý věž · d1 černý král · e1 černý střelec | c7 bílý dáma · g7 černý pěšec · f3 bílý král · d2 černý pěšec · e2 bílý věž · d1 černý král · e1 černý střelec | c7 bílý dáma · g7 černý pěšec · f3 bílý král · d2 černý pěšec · e2 bílý věž · d1 černý král · e1 černý střelec | c7 bílý dáma · g7 černý pěšec · f3 bílý král · d2 černý pěšec · e2 bílý věž · d1 černý král · e1 černý střelec | c7 bílý dáma · g7 černý pěšec · f3 bílý král · d2 černý pěšec · e2 bílý věž · d1 černý král · e1 černý střelec | c7 bílý dáma · g7 černý pěšec · f3 bílý král · d2 černý pěšec · e2 bílý věž · d1 černý král · e1 černý střelec | c7 bílý dáma · g7 černý pěšec · f3 bílý král · d2 černý pěšec · e2 bílý věž · d1 černý král · e1 černý střelec | c7 bílý dáma · g7 černý pěšec · f3 bílý král · d2 černý pěšec · e2 bílý věž · d1 černý král · e1 černý střelec | 1 |
|   | a | b | c | d | e | f | g | h |   |

75 One Hundred Published Problems
|   | a | b | c | d | e | f | g | h |   |
| 8 | c7 bílý dáma · h6 černý pěšec · g5 bílý pěšec · f3 bílý král · d2 černý pěšec · e2 bílý věž · d1 černý král · e1 černý střelec | c7 bílý dáma · h6 černý pěšec · g5 bílý pěšec · f3 bílý král · d2 černý pěšec · e2 bílý věž · d1 černý král · e1 černý střelec | c7 bílý dáma · h6 černý pěšec · g5 bílý pěšec · f3 bílý král · d2 černý pěšec · e2 bílý věž · d1 černý král · e1 černý střelec | c7 bílý dáma · h6 černý pěšec · g5 bílý pěšec · f3 bílý král · d2 černý pěšec · e2 bílý věž · d1 černý král · e1 černý střelec | c7 bílý dáma · h6 černý pěšec · g5 bílý pěšec · f3 bílý král · d2 černý pěšec · e2 bílý věž · d1 černý král · e1 černý střelec | c7 bílý dáma · h6 černý pěšec · g5 bílý pěšec · f3 bílý král · d2 černý pěšec · e2 bílý věž · d1 černý král · e1 černý střelec | c7 bílý dáma · h6 černý pěšec · g5 bílý pěšec · f3 bílý král · d2 černý pěšec · e2 bílý věž · d1 černý král · e1 černý střelec | c7 bílý dáma · h6 černý pěšec · g5 bílý pěšec · f3 bílý král · d2 černý pěšec · e2 bílý věž · d1 černý král · e1 černý střelec | 8 |
| 7 | c7 bílý dáma · h6 černý pěšec · g5 bílý pěšec · f3 bílý král · d2 černý pěšec · e2 bílý věž · d1 černý král · e1 černý střelec | c7 bílý dáma · h6 černý pěšec · g5 bílý pěšec · f3 bílý král · d2 černý pěšec · e2 bílý věž · d1 černý král · e1 černý střelec | c7 bílý dáma · h6 černý pěšec · g5 bílý pěšec · f3 bílý král · d2 černý pěšec · e2 bílý věž · d1 černý král · e1 černý střelec | c7 bílý dáma · h6 černý pěšec · g5 bílý pěšec · f3 bílý král · d2 černý pěšec · e2 bílý věž · d1 černý král · e1 černý střelec | c7 bílý dáma · h6 černý pěšec · g5 bílý pěšec · f3 bílý král · d2 černý pěšec · e2 bílý věž · d1 černý král · e1 černý střelec | c7 bílý dáma · h6 černý pěšec · g5 bílý pěšec · f3 bílý král · d2 černý pěšec · e2 bílý věž · d1 černý král · e1 černý střelec | c7 bílý dáma · h6 černý pěšec · g5 bílý pěšec · f3 bílý král · d2 černý pěšec · e2 bílý věž · d1 černý král · e1 černý střelec | c7 bílý dáma · h6 černý pěšec · g5 bílý pěšec · f3 bílý král · d2 černý pěšec · e2 bílý věž · d1 černý král · e1 černý střelec | 7 |
| 6 | c7 bílý dáma · h6 černý pěšec · g5 bílý pěšec · f3 bílý král · d2 černý pěšec · e2 bílý věž · d1 černý král · e1 černý střelec | c7 bílý dáma · h6 černý pěšec · g5 bílý pěšec · f3 bílý král · d2 černý pěšec · e2 bílý věž · d1 černý král · e1 černý střelec | c7 bílý dáma · h6 černý pěšec · g5 bílý pěšec · f3 bílý král · d2 černý pěšec · e2 bílý věž · d1 černý král · e1 černý střelec | c7 bílý dáma · h6 černý pěšec · g5 bílý pěšec · f3 bílý král · d2 černý pěšec · e2 bílý věž · d1 černý král · e1 černý střelec | c7 bílý dáma · h6 černý pěšec · g5 bílý pěšec · f3 bílý král · d2 černý pěšec · e2 bílý věž · d1 černý král · e1 černý střelec | c7 bílý dáma · h6 černý pěšec · g5 bílý pěšec · f3 bílý král · d2 černý pěšec · e2 bílý věž · d1 černý král · e1 černý střelec | c7 bílý dáma · h6 černý pěšec · g5 bílý pěšec · f3 bílý král · d2 černý pěšec · e2 bílý věž · d1 černý král · e1 černý střelec | c7 bílý dáma · h6 černý pěšec · g5 bílý pěšec · f3 bílý král · d2 černý pěšec · e2 bílý věž · d1 černý král · e1 černý střelec | 6 |
| 5 | c7 bílý dáma · h6 černý pěšec · g5 bílý pěšec · f3 bílý král · d2 černý pěšec · e2 bílý věž · d1 černý král · e1 černý střelec | c7 bílý dáma · h6 černý pěšec · g5 bílý pěšec · f3 bílý král · d2 černý pěšec · e2 bílý věž · d1 černý král · e1 černý střelec | c7 bílý dáma · h6 černý pěšec · g5 bílý pěšec · f3 bílý král · d2 černý pěšec · e2 bílý věž · d1 černý král · e1 černý střelec | c7 bílý dáma · h6 černý pěšec · g5 bílý pěšec · f3 bílý král · d2 černý pěšec · e2 bílý věž · d1 černý král · e1 černý střelec | c7 bílý dáma · h6 černý pěšec · g5 bílý pěšec · f3 bílý král · d2 černý pěšec · e2 bílý věž · d1 černý král · e1 černý střelec | c7 bílý dáma · h6 černý pěšec · g5 bílý pěšec · f3 bílý král · d2 černý pěšec · e2 bílý věž · d1 černý král · e1 černý střelec | c7 bílý dáma · h6 černý pěšec · g5 bílý pěšec · f3 bílý král · d2 černý pěšec · e2 bílý věž · d1 černý král · e1 černý střelec | c7 bílý dáma · h6 černý pěšec · g5 bílý pěšec · f3 bílý král · d2 černý pěšec · e2 bílý věž · d1 černý král · e1 černý střelec | 5 |
| 4 | c7 bílý dáma · h6 černý pěšec · g5 bílý pěšec · f3 bílý král · d2 černý pěšec · e2 bílý věž · d1 černý král · e1 černý střelec | c7 bílý dáma · h6 černý pěšec · g5 bílý pěšec · f3 bílý král · d2 černý pěšec · e2 bílý věž · d1 černý král · e1 černý střelec | c7 bílý dáma · h6 černý pěšec · g5 bílý pěšec · f3 bílý král · d2 černý pěšec · e2 bílý věž · d1 černý král · e1 černý střelec | c7 bílý dáma · h6 černý pěšec · g5 bílý pěšec · f3 bílý král · d2 černý pěšec · e2 bílý věž · d1 černý král · e1 černý střelec | c7 bílý dáma · h6 černý pěšec · g5 bílý pěšec · f3 bílý král · d2 černý pěšec · e2 bílý věž · d1 černý král · e1 černý střelec | c7 bílý dáma · h6 černý pěšec · g5 bílý pěšec · f3 bílý král · d2 černý pěšec · e2 bílý věž · d1 černý král · e1 černý střelec | c7 bílý dáma · h6 černý pěšec · g5 bílý pěšec · f3 bílý král · d2 černý pěšec · e2 bílý věž · d1 černý král · e1 černý střelec | c7 bílý dáma · h6 černý pěšec · g5 bílý pěšec · f3 bílý král · d2 černý pěšec · e2 bílý věž · d1 černý král · e1 černý střelec | 4 |
| 3 | c7 bílý dáma · h6 černý pěšec · g5 bílý pěšec · f3 bílý král · d2 černý pěšec · e2 bílý věž · d1 černý král · e1 černý střelec | c7 bílý dáma · h6 černý pěšec · g5 bílý pěšec · f3 bílý král · d2 černý pěšec · e2 bílý věž · d1 černý král · e1 černý střelec | c7 bílý dáma · h6 černý pěšec · g5 bílý pěšec · f3 bílý král · d2 černý pěšec · e2 bílý věž · d1 černý král · e1 černý střelec | c7 bílý dáma · h6 černý pěšec · g5 bílý pěšec · f3 bílý král · d2 černý pěšec · e2 bílý věž · d1 černý král · e1 černý střelec | c7 bílý dáma · h6 černý pěšec · g5 bílý pěšec · f3 bílý král · d2 černý pěšec · e2 bílý věž · d1 černý král · e1 černý střelec | c7 bílý dáma · h6 černý pěšec · g5 bílý pěšec · f3 bílý král · d2 černý pěšec · e2 bílý věž · d1 černý král · e1 černý střelec | c7 bílý dáma · h6 černý pěšec · g5 bílý pěšec · f3 bílý král · d2 černý pěšec · e2 bílý věž · d1 černý král · e1 černý střelec | c7 bílý dáma · h6 černý pěšec · g5 bílý pěšec · f3 bílý král · d2 černý pěšec · e2 bílý věž · d1 černý král · e1 černý střelec | 3 |
| 2 | c7 bílý dáma · h6 černý pěšec · g5 bílý pěšec · f3 bílý král · d2 černý pěšec · e2 bílý věž · d1 černý král · e1 černý střelec | c7 bílý dáma · h6 černý pěšec · g5 bílý pěšec · f3 bílý král · d2 černý pěšec · e2 bílý věž · d1 černý král · e1 černý střelec | c7 bílý dáma · h6 černý pěšec · g5 bílý pěšec · f3 bílý král · d2 černý pěšec · e2 bílý věž · d1 černý král · e1 černý střelec | c7 bílý dáma · h6 černý pěšec · g5 bílý pěšec · f3 bílý král · d2 černý pěšec · e2 bílý věž · d1 černý král · e1 černý střelec | c7 bílý dáma · h6 černý pěšec · g5 bílý pěšec · f3 bílý král · d2 černý pěšec · e2 bílý věž · d1 černý král · e1 černý střelec | c7 bílý dáma · h6 černý pěšec · g5 bílý pěšec · f3 bílý král · d2 černý pěšec · e2 bílý věž · d1 černý král · e1 černý střelec | c7 bílý dáma · h6 černý pěšec · g5 bílý pěšec · f3 bílý král · d2 černý pěšec · e2 bílý věž · d1 černý král · e1 černý střelec | c7 bílý dáma · h6 černý pěšec · g5 bílý pěšec · f3 bílý král · d2 černý pěšec · e2 bílý věž · d1 černý král · e1 černý střelec | 2 |
| 1 | c7 bílý dáma · h6 černý pěšec · g5 bílý pěšec · f3 bílý král · d2 černý pěšec · e2 bílý věž · d1 černý král · e1 černý střelec | c7 bílý dáma · h6 černý pěšec · g5 bílý pěšec · f3 bílý král · d2 černý pěšec · e2 bílý věž · d1 černý král · e1 černý střelec | c7 bílý dáma · h6 černý pěšec · g5 bílý pěšec · f3 bílý král · d2 černý pěšec · e2 bílý věž · d1 černý král · e1 černý střelec | c7 bílý dáma · h6 černý pěšec · g5 bílý pěšec · f3 bílý král · d2 černý pěšec · e2 bílý věž · d1 černý král · e1 černý střelec | c7 bílý dáma · h6 černý pěšec · g5 bílý pěšec · f3 bílý král · d2 černý pěšec · e2 bílý věž · d1 černý král · e1 černý střelec | c7 bílý dáma · h6 černý pěšec · g5 bílý pěšec · f3 bílý král · d2 černý pěšec · e2 bílý věž · d1 černý král · e1 černý střelec | c7 bílý dáma · h6 černý pěšec · g5 bílý pěšec · f3 bílý král · d2 černý pěšec · e2 bílý věž · d1 černý král · e1 černý střelec | c7 bílý dáma · h6 černý pěšec · g5 bílý pěšec · f3 bílý král · d2 černý pěšec · e2 bílý věž · d1 černý král · e1 černý střelec | 1 |
|   | a | b | c | d | e | f | g | h |   |

Přestože se Wenman pohyboval v šachovém světě od 20. let devatenáctého století a jeho bibliografie zahrnuje desítky publikací v mnoha vydáních, nenašel se autor, který by po jeho smrti v roce 1972 napsal nekrolog. Autoritativní Oxford Companion to Chess obsahující více než 2.500 hesel věnuje podstatnou část hesla Plagiarism právě Wenmanovi.